# Klettgau

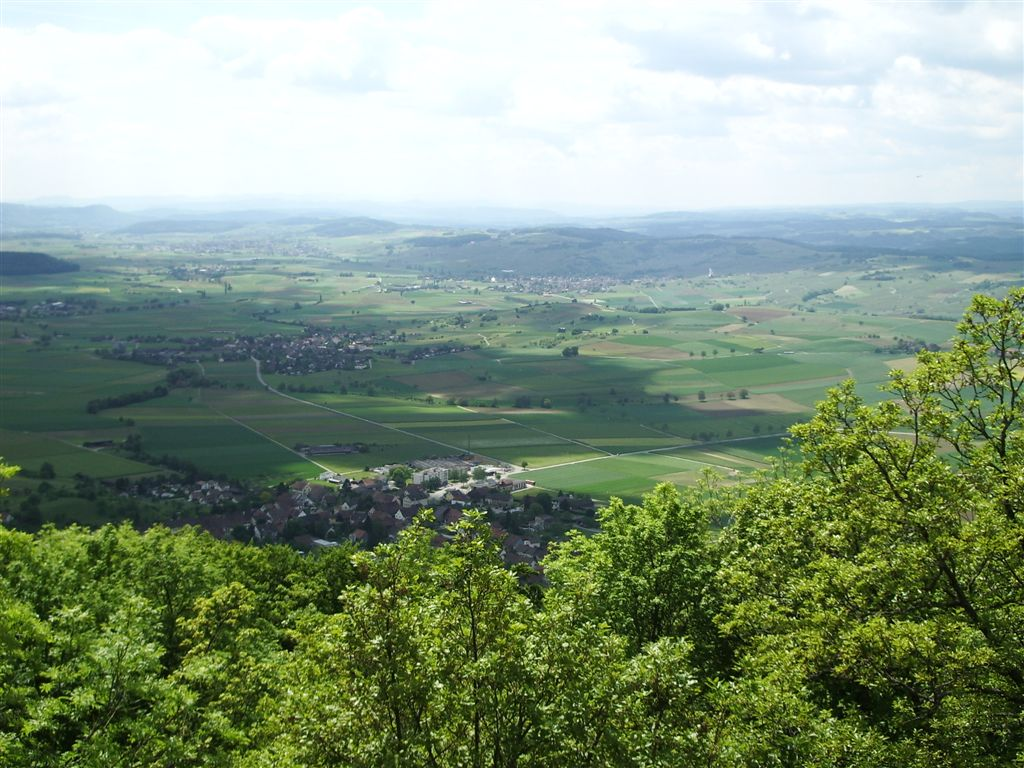
Blick vom Aussichtsturm Siblinger Randen über den Klettgau Richtung Westen. Im Vordergrund liegt Siblingen, dahinter Gächlingen und Hallau.

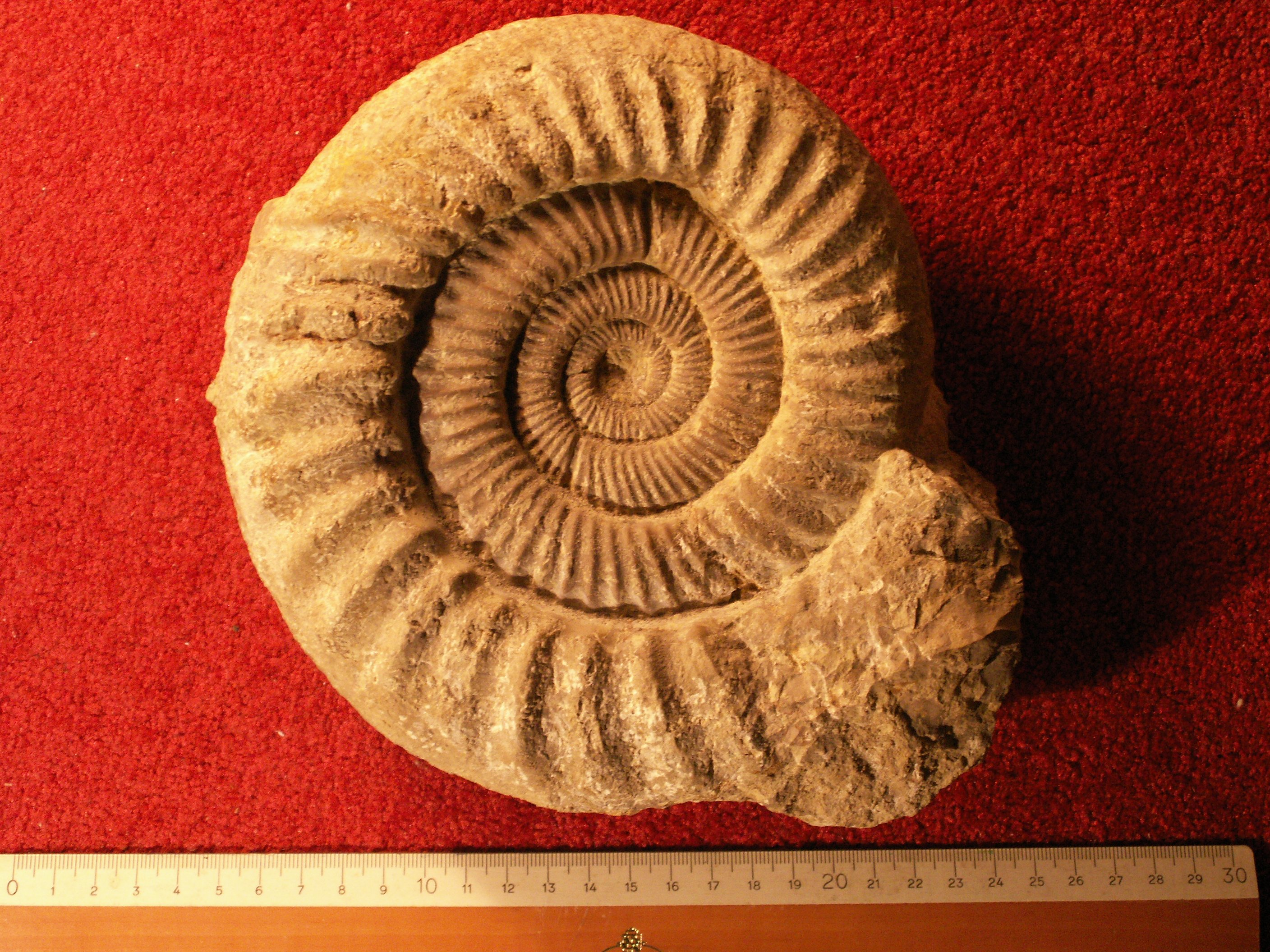
Ein Ammonit aus dem oberen Callovium des Klettgaus

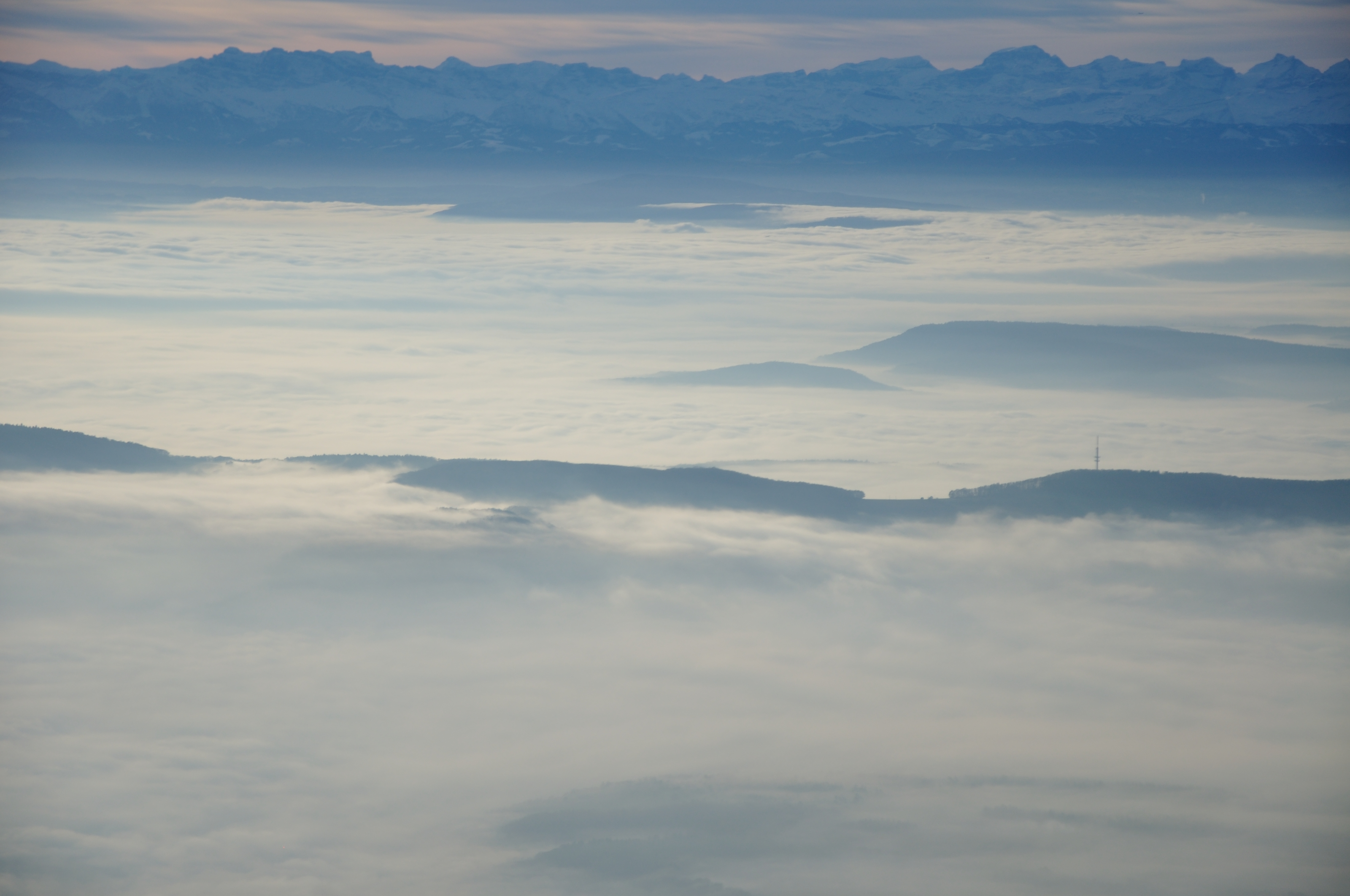
Blick aus Pilotensicht über Raßbach beim Landeanflug auf den Flughafen Kloten, im Hintergrund die Glarner Alpen, im Vordergrund rechts der Sender Wannenberg, links davon der Kalte Wangen

Klettgau ist eine Landschaft und Region im südbadischen Landkreis Waldshut und in den Schweizer Kantonen Aargau, Schaffhausen und Zürich.

## Geographie
Der Klettgau ist das Gebiet zwischen Hochrhein im Süden, Randen im Nordosten sowie dem Hotzenwald und dem Schwarzwald im Nordwesten.

### Gebiet in der Schweiz
Kanton Schaffhausen

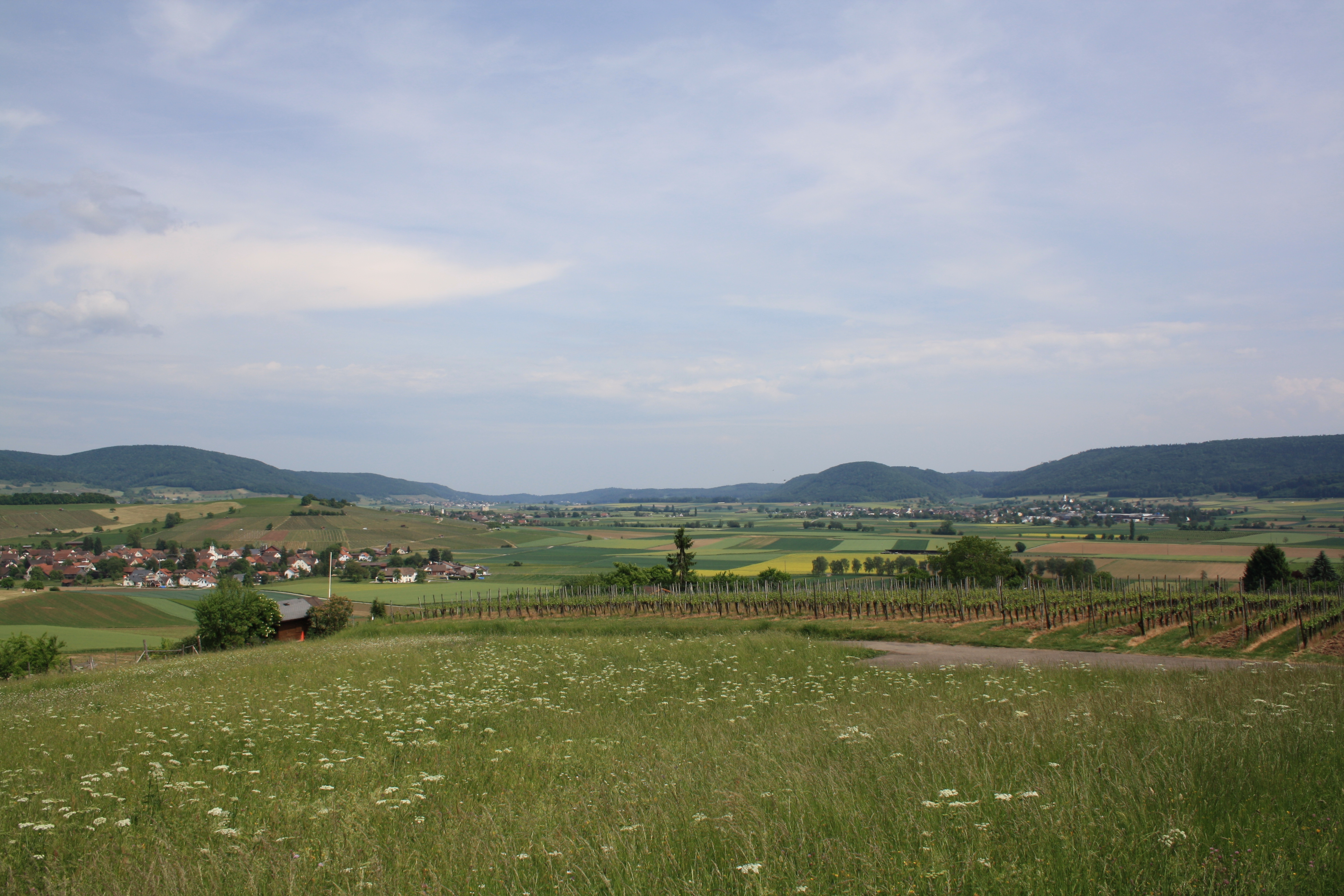
Der Obere Klettgau, Blick über die Weinberge bei Hallau in Richtung Enge vor Schaffhausen und Neunkirch (rechts), umgeben vom Randengebirge

Im schweizerischen Teil des Klettgaus liegen die Bezirke Oberklettgau und Unterklettgau des Kantons Schaffhausen. Die folgenden Dörfer werden zum Klettgau gezählt: Beringen, Gächlingen, Guntmadingen, Hallau, Löhningen, Neunkirch, Oberhallau, Siblingen, Trasadingen, Wilchingen. 2005 wurden die Gemeinden Osterfingen und Wilchingen zur neuen Gemeinde Wilchingen fusioniert, auf Jahresbeginn 2013 hat Guntmadingen mit Beringen fusioniert und ist nun Ortsteil der Gemeinde Beringen. Schleitheim und Beggingen waren einst Teil der Landgrafschaft Stühlingen. Merishausen liegt unweit der Stadt Schaffhausen im Tal der Durach.
Kanton Zürich
Kleine Rheininseln gibt es bei Rüdlingen und bei Rietheim, Rheinau wird auch noch als (Kloster)-Insel bezeichnet. Das ehemalige Schloss Schwarzwasserstelz befand sich auf einer kleinen Felsinsel im Rhein. Bis zum Verkauf 1651 war das Rafzerfeld den Grafen von Sulz zu eigen, seither zählte es zum Zürichgau, heute zum Kanton Zürich.
Kanton Aargau
Bad Zurzach, Rekingen AG und Wislikofen waren von 1415 bis 1798 Teil der Grafschaft Baden, heute Kanton Aargau.

### Gebiet in Deutschland
Die gesamte südöstliche Fläche des Landkreises Waldshut, von Tiengen im Westen über die Gemeinden Lauchringen, Küssaberg, Hohentengen, Klettgau, Dettighofen und Lottstetten bis nach Jestetten im Osten, ist geographischer und physischer Teil des Klettgaus. Eine kleine Rheininsel liegt bei Ettikon. Die von Hohenlupfen und dann die Fürsten von Fürstenberg mit Sitz auf dem Schloss Hohenlupfen und in der Stadt Stühlingen bildeten später eine eigene Landgrafschaft, die Landgrafschaft Stühlingen. Diese wurde aufgrund der Lage im Wutachtal später auch als Wuotenamt bezeichnet (Näheres unter Geschichte von Horheim).

### Klima
Durch den Regenschatten von Schwarzwald und Randen gilt der Klettgau als trocken. Es fallen nur rund 900 Millimeter Regen pro Jahr.

### Staatsgrenze
Auch nach dem Beitritt der Schweiz zum Schengen-Raum wird die Grenze zwischen Deutschland und der Schweiz überwacht. Kontrolliert wird dabei der Warenverkehr zwischen dem Schweizer Zollgebiet und dem Zollgebiet der Union. Dies geschieht durch die Eidgenössische Zollverwaltung und die Bundeszollverwaltung Deutschlands.
Für den Klettgau relevant sind bei der Zollan- und abgabe die Grenzübergänge Waldshut-Tiengen – Koblenz, Rheinheim – Bad Zurzach, Erzingen – Trasadingen, Jestetten – Neuhausen am Rheinfall, Lottstetten – Rafz und Stühlingen – Schleitheim. Bedeutung für den Transitverkehr hat der Grenzübergang bei Bargen, der über Neuhaus am Randen nach Blumberg führt und die A4 mit der B 314 verbindet. Eine detaillierte Auflistung steht bei Liste der Grenzorte in Deutschland#Schweiz. Zur Geschichte der Grenze siehe in Grenzbefestigungen der Schweiz.

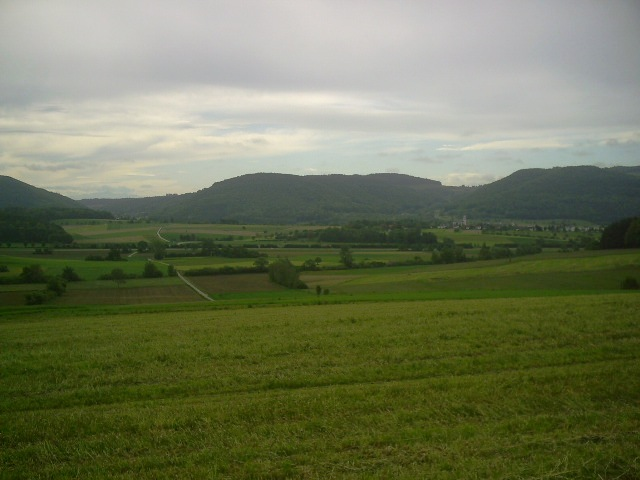
Der Klettgau von Rechberg nach Grießen (rechts) und in das Tal bei Bühl, im Hintergrund die Alpen

### Geologie
Bei Detzeln und Krenkingen am Randgebiet des Klettgau zum Schwarzwald ist das Grundgebirge, im Steinbruch Detzeln der Porphyr des Schwarzwalds erschlossen. Das Grundgebirge des Schwarzwalds entstand durch magmatische Aufwölbung, hauptsächlich im Karbon als Teil der Variszischen Orogenese. Der Bonndorfer Graben und der Lenzkircher Graben entstanden durch Krustenbewegungen. In Perm, Trias und Jura wurden Sedimentschichten aufgelagert, das sogenannte Deckgebirge. Durch die Aufwölbung im Eozän erfolgte die Gebirgsbildung von Vogesen und Schwarzwald mit der höchsten Erhebung, dem Feldberg. Der Rheingraben entstand erst danach durch Zerrung, die ein Absinken zur Folge hatte. Das Deckgebirge wurde durch die Hebung im Tertiär großteils abgetragen und die dadurch freiliegenden Gneise und Granite des Grundgebirges konnten zu einem großen Teil ebenfalls erodieren, etwa durch den Feldberg-Gletscher.
Durch weitere Krustenbewegungen entstand der Faltenjura. Das Molassemeer bildete den Molassetrog, der im voralpinen Bereich ebenfalls aufgeschoben wurde, so kamen die Zähne von Haifischen auf 560 m ü. NHN des Kätzlers bei Riedern am Sand. Beschrieben wurde 1914 der Fund eines Backenzahnes eines Mastodons am Kalten Wangen, der jedoch offenbar wieder verloren ging. Seit der Hebung der Schwäbischen Alb im Burdigal entstanden auch die Alpen durch tektonische Aufschiebung. Diese waren im Miozän erst ein Mittelgebirge, sind also erdgeschichtlich eine sehr junge Bildung; die Hebung zu einem Gebirge dauert heute noch an.
Der Klettgau erstreckt sich westlich der Jura-Schichtstufen vom Randen und Klettgaujura bis zur Wutach und Steina. Die zutage tretenden Erdzeitformationen sind hier vielfältig und kundige Fossiliensammler finden zahlreiche Fossilien. Der Klettgau ist geologisch das Bindeglied der Jurakette zwischen dem Schwäbischen Jura und dem Aargauer Jura als Teil des Schweizer Juras, der in den Französischen Jura übergeht. 2016 wurde im Rahmen der Endlagersuche der Schweiz in den Opalinustonen des Klettgaus eine Schichtstufe des Rhaetium nach dem Klettgau als Klettgau-Formation neu benannt. Älter als die Mandacher Störung ist die Mettauer Überschiebung. Durch die Urdonau bildete sich im Pliozän die Wutachablenkung.
Bis zum Ende der Riß-Kaltzeit vor rund 200.000 Jahren floss der Ur-Rhein von Schaffhausen westlich durch den Klettgau (Klettgaumulde). Das frühere Flussbett wurde mit Alpenschotter bzw. Alpenkies (Molasse) aufgefüllt. Ein weiteres Relikt davon ist die „Klettgaurinne“, ein großes Grundwasservorkommen, ein Grundwasserleiter ähnlich dem des Oberrhein-Aquifer, aus dem unter anderem die Kommunen Klettgau, Wutöschingen, Lauchringen und Waldshut-Tiengen ihr Trinkwasser beziehen. Der Klettgau zählt nach dem Handbuch der naturräumlichen Gliederung Deutschlands zum Alb-Wutach-Gebiet, welches dort vom Hochrheingebiet abgegrenzt wird. Das Hochrheintal ist von Schaffhausen bis Rheinheim auch Bestandteil des Klettgaus.
Mit dem Entstehen des Bodensees während der Würm-Kaltzeit durch den Rheingletscher als würmglazialer Zungenbeckensee oder Gletscherrandsee wurde der Rhein in weitem Bogen gegen Süden abgedrängt. Beim Übergang von den harten Weißjurakalken zur leicht abtragbaren rißzeitlichen Schotterrinne entstand vor rund 14.000 bis 17.000 Jahren der Rheinfall.

## Fossilien- und Saurierfunde

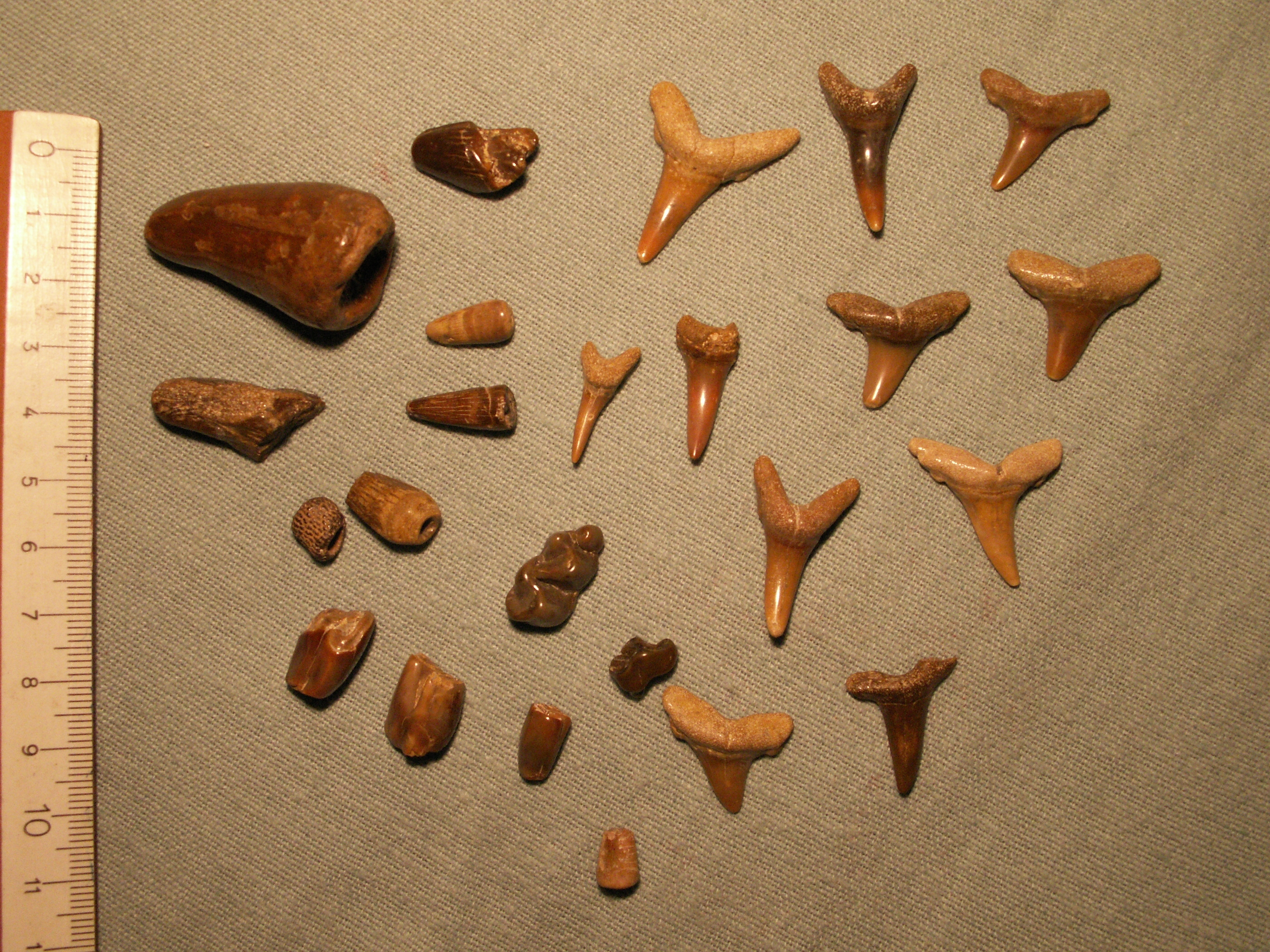
Fossile Zahnfunde aus dem Oberen Miozän: Graupensande des Molassebeckens der Sandgrube Riedern

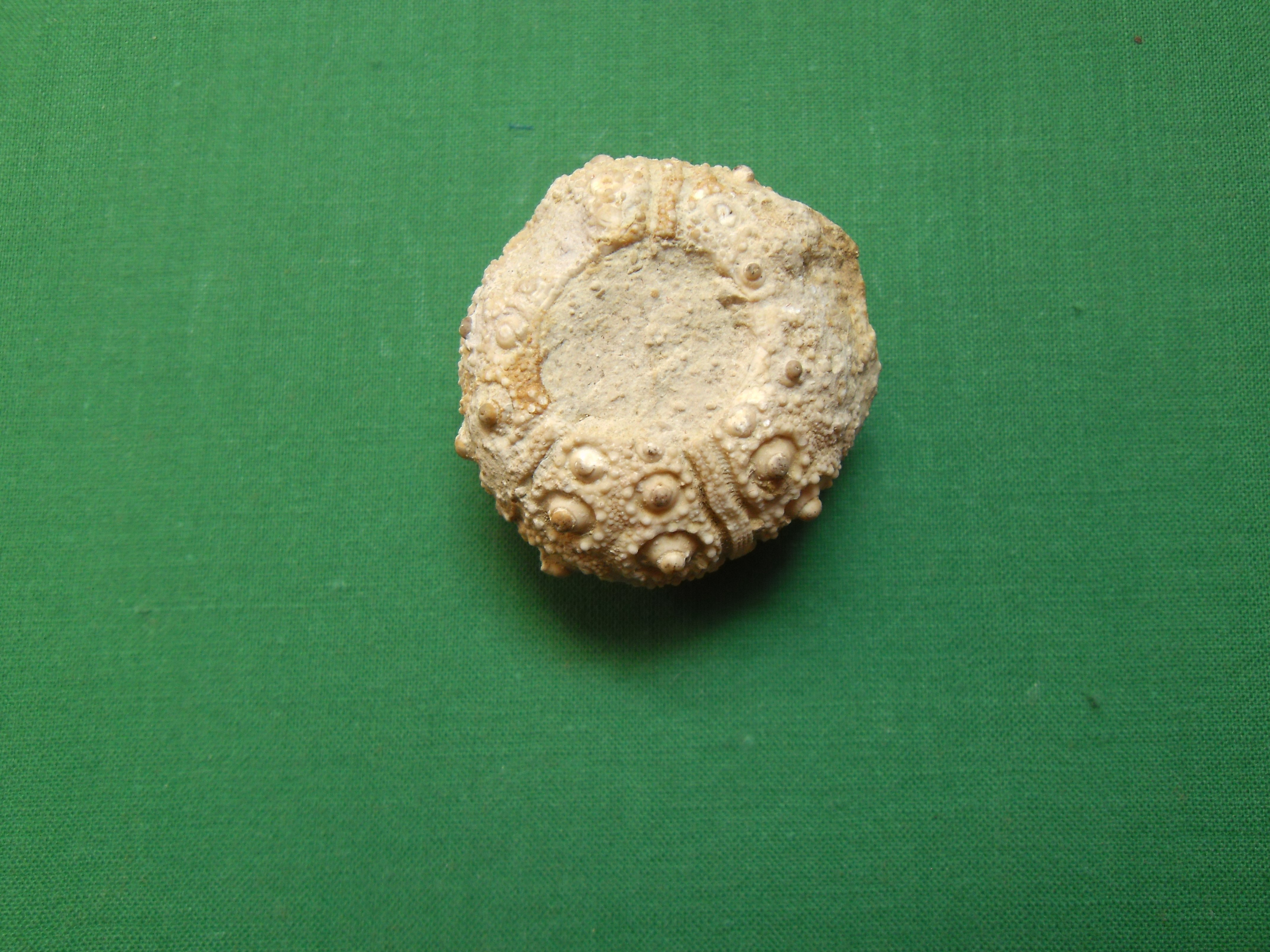
Ein Seeigel aus dem Weißen Jura des Klettgau (ohne Stacheln, diese fielen ab und sind oft separat zu finden)

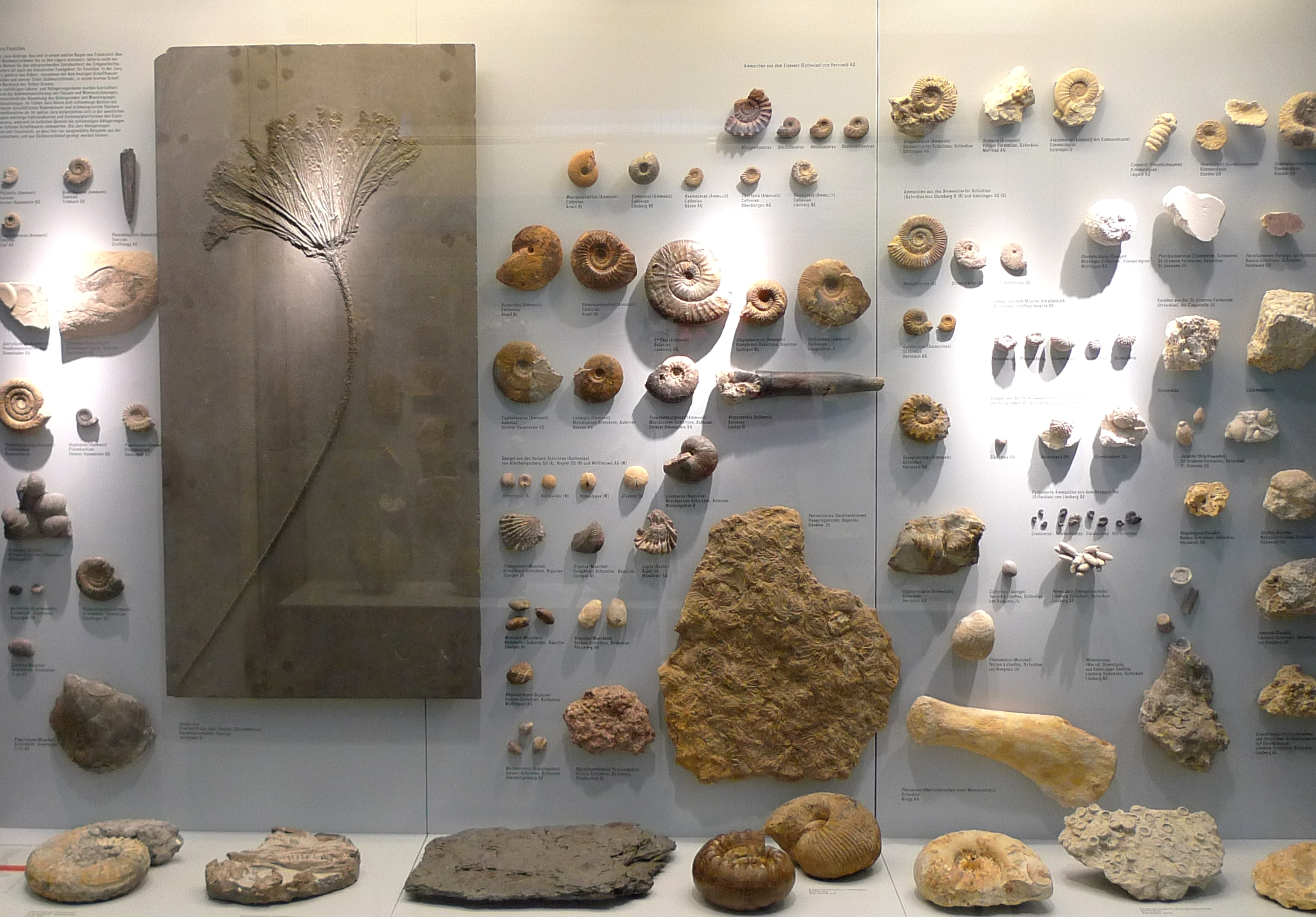
Schaukasten mit Fossilien im Paläontologischen Museum Zürich

Um 1700 erschien eine Druckschrift von Johann Muralt, in der er Versteinerungen vom Randen beschreibt: De quibusdam lapidibus figuratis Helvetiae; auf Deutsch: Einige Steinfiguren in der Schweiz. Der Schweizer Geologe Peter Merian schreibt 1849 in den Verhandlungen der Basler Naturforschenden Gesellschaft, Band 8: Über eine marine Tertiärformation im Randen.
Die Schriftstellerin Elisabeth Walter beschreibt in ihrem 1930 erschienenen Kinderbuch, wie der kleine Schmiedledick Versteinerungen auf den Jurahöhen des Klettgaus findet. Heimatforscher waren und sind bis heute an der Geologie des Klettgaus interessiert. So etwa Ferdinand Hasenfratz, die Gebrüder Franz Joseph Würtenberger und Leopold Würtenberger, die Fachliteratur schrieben und Albert Oppel erwähnen (S. 56), der 1863 bei Bechtersbohl Ammoniten fand und beschrieb, auch nennen sie den Fund eines gut erhaltenen Unterkiefers, eines Gyrodus umbilicus Agas. (S. 53; benannt von Louis Agassiz), eines Fisches des Weißen Juras sowie eines nicht genau bezeichneten Stücks eines Teleosauridae.
Der Arzt Intlekofer beschreibt auf seinen Botanischen Wanderungen die Geologie und erwähnt Fossilien aus Grimmelshofen, die beim Bahnbau gemacht wurden, und den vorgeblichen Fund eines Schädelfragments eines Nothosaurus, der sich im Naturhistorischen Museum in Basel befinden soll. Zu nennen sind der Geologe und Sammler Ferdinand Schalch, dessen Fossiliensammlung im Museum zu Allerheiligen in Schaffhausen ausgestellt ist, und der Sammler Franz Falkenstein. Einige Skelettreste eines noch nicht näher bestimmten Tanystropheus fand man bei Bauarbeiten zwischen 1988 und 1990 im benachbarten Hotzenwald bei Waldhaus die Funde wurden von dem Paläontologen Rupert Wild geborgen und in das Naturkundemuseum Stuttgart verbracht.
Fossilien aus dem Klettgau finden sich außer in Privatsammlungen noch in der Fürstenbergischen Sammlung in Donaueschingen und im Rosgartenmuseum in Konstanz, im Paläontologischen Museum in Zürich, im Staatlichen Museum für Naturkunde Karlsruhe, in der Paläontologischen Sammlung der Universität Tübingen und im Naturmuseum Freiburg.

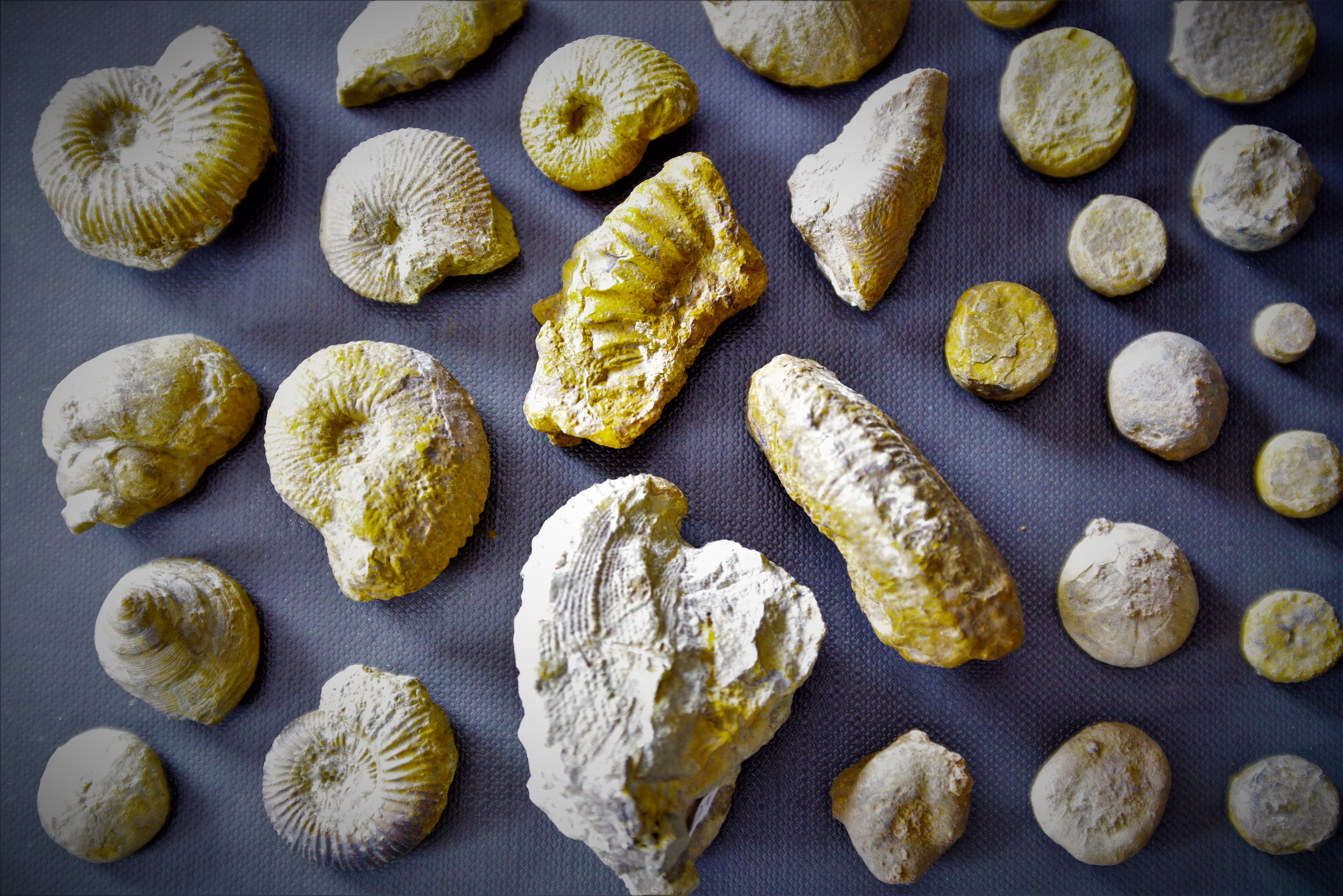
Fossilien aus Küssaberg

Im Klettgau fand Bernhard Peyer einige Zähne von Morganucodon und Knochen des Gresslyosaurus (benannt nach dem Paläontologen Amanz Gressly), des Termatosaurus, von Megalosaurus und Plateosaurus. Ein vollständiges Exemplar aus dem oberen Trias, dem Rhaetium, entdeckte man im benachbarten Frickgau in der Tongrube Frick, wo 2006 zudem noch ein kleiner Raubsaurier der Art Notatesseraeraptor frickensis gefunden wurde der möglicherweise der Familie Coelophysidae zugeordnet werden kann.

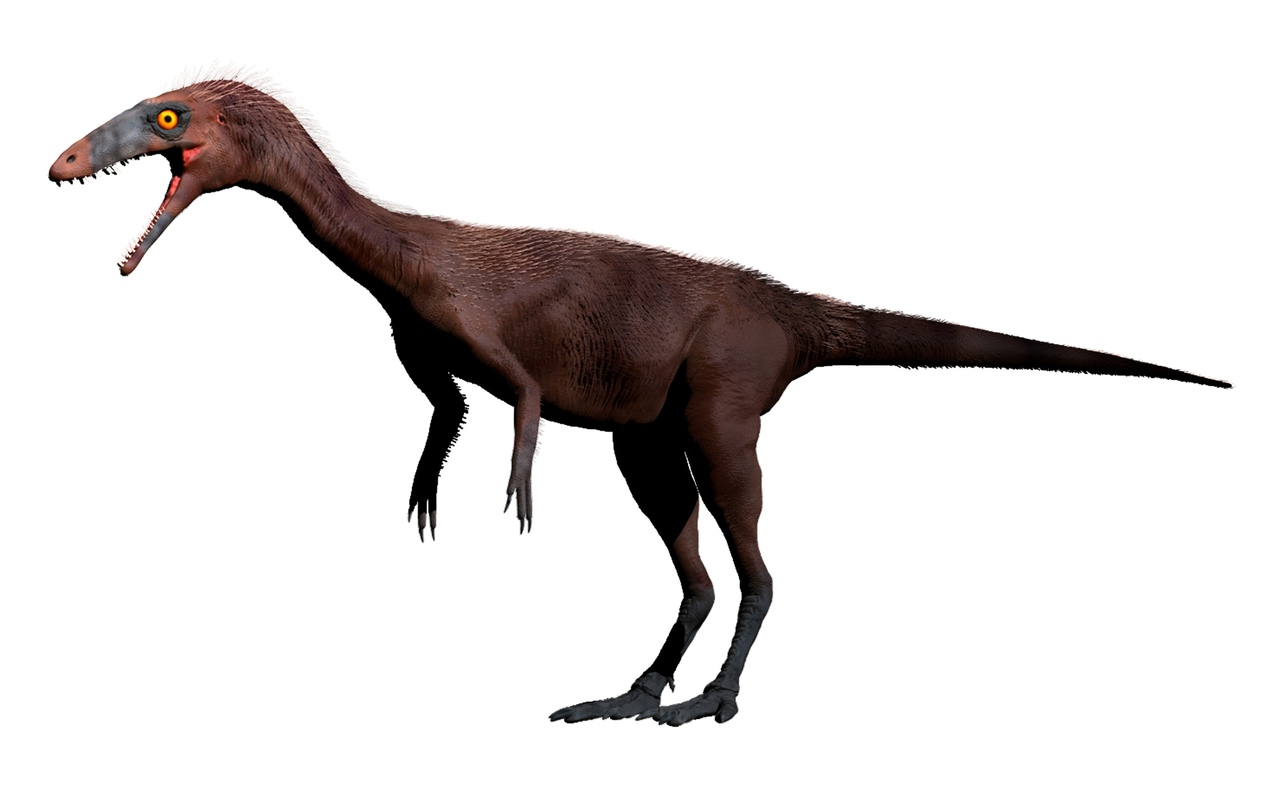
Rekonstruktionszeichnung eines Notatesseraeraptor

Ernst Stitzenberger nennt Fossilien von Mastodon angustidens Mey. (heutige Bezeichnung: Gomphotherium) und Dinotherium giganteum vom Buchberg am Randen sowie Hippotherium gracile Kaup. (heute Equidae) aus Beggingen.
In Beggingen entdeckte 1962 ein Schüler einen Wirbelknochen eines Ichthyosauriers aus dem Schwarzjura mit zwölf Zentimetern Durchmesser. Die folgenden Grabungen ergaben ein Schwanzstück von ca. 1,20 m länge. Beim Bau der A 98 fand man 1991 ein kleines Kieferstück mit drei Placoduszähnen. Gefunden werden jedoch vor allem häufig vorkommende Fossilien, angefangen von Seelilien des Muschelkalks, Ammoniten, Muscheln, Schnecken und Brachiopoden des Jura, Belemniten aus dem Schwarzjura bis hin zu Haifischzähnen des Miozän.
Auf der Suche nach einem Atommüll-Endlager in der Schweiz wurden die Schichten der Opalinustone eingehend erforscht und es erfolgte eine neue Klassifizierung in der Abfolge der regionalen Erdformationen, der Klettgau-Formation.

## Geschichte

### Vor- und Frühgeschichte

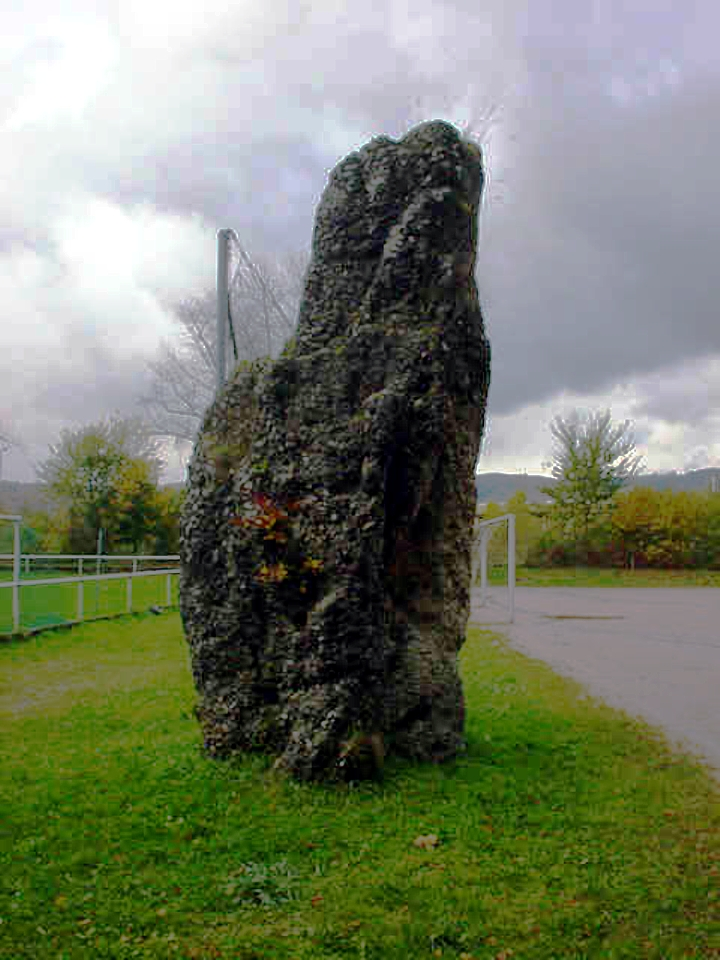
Der Langenstein oder „Chindlistein“ beim Langensteinstadion

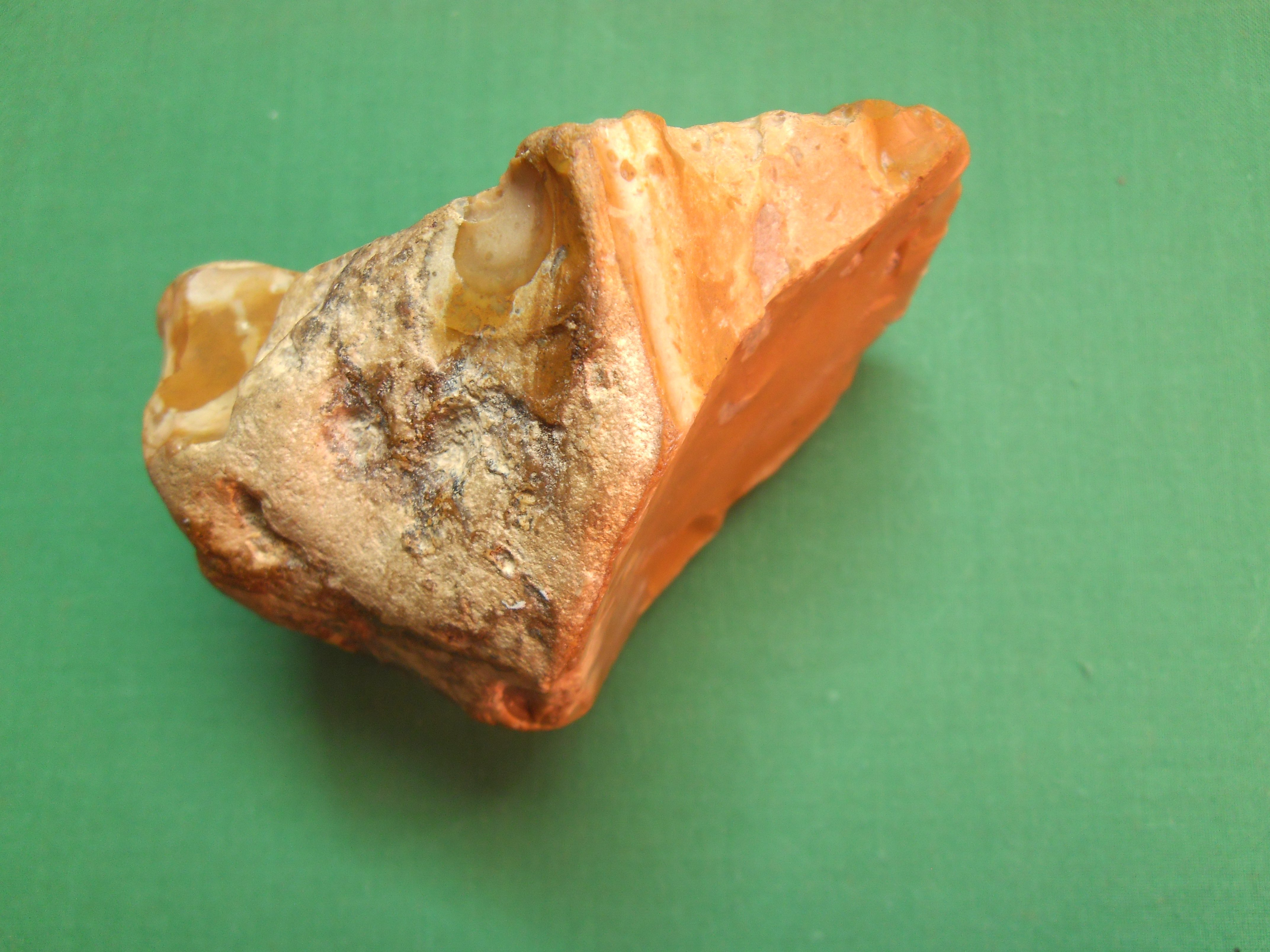
Faustkeil aus Feuerstein, gefunden beim Bau des Hochbehälters auf dem Semberg in Schwerzen

Bereits in der Steinzeit zogen durch den Klettgau die Jäger des Jungpaläolithikum, zahlreiche Steinwerkzeuge aus Feuerstein wurden gefunden, ausgestellt sind einige im Museum im Schloss Schönau. Im angrenzenden Reiat besteht die berühmte Fundstelle Kesslerloch, und im benachbarten Hegau der Petersfels. Des Weiteren gibt es den Langenstein, den Menhir von Degernau und den Dolmen von Degernau. Funde aus der Frühen Bronzezeit machte man unter anderem bei Kadelburg. Einmalig in der Grabarchitektur der Hügelgräber-Bronzezeit ist ein Befund aus Tiengen. Unter einem Grabhügel befand sich ein großer rechteckiger Steinbau in Trockenmauertechnik von 6,50 m Breite und mehr als 30 m Länge, dessen Mauern noch bis zu einer Höhe von 80 cm erhalten waren. Darin die Bestattung eines Mannes mit Dolch und Bronzenadel. Nachbestattungen, darunter eines weiteren Mannes der mittleren Bronzezeit mit einem gut erhaltenen Bronzeschwert waren ebenfalls enthalten. Die Spuren der Siedlungen der Kelten fand man an vielen Orten. Heimatforscher wie Carl Frowin Mayer oder Emil Gersbach waren an der Erforschung interessiert. Wissenschaftliche Ausgrabungen wurden bereits 1926 und 1927 von Georg Kraft bei Altenburg durchgeführt. Bei Jestetten ist die Schanze und Oppidum auf Schwaben seit langer Zeit bekannt.

#### Römische Zeit

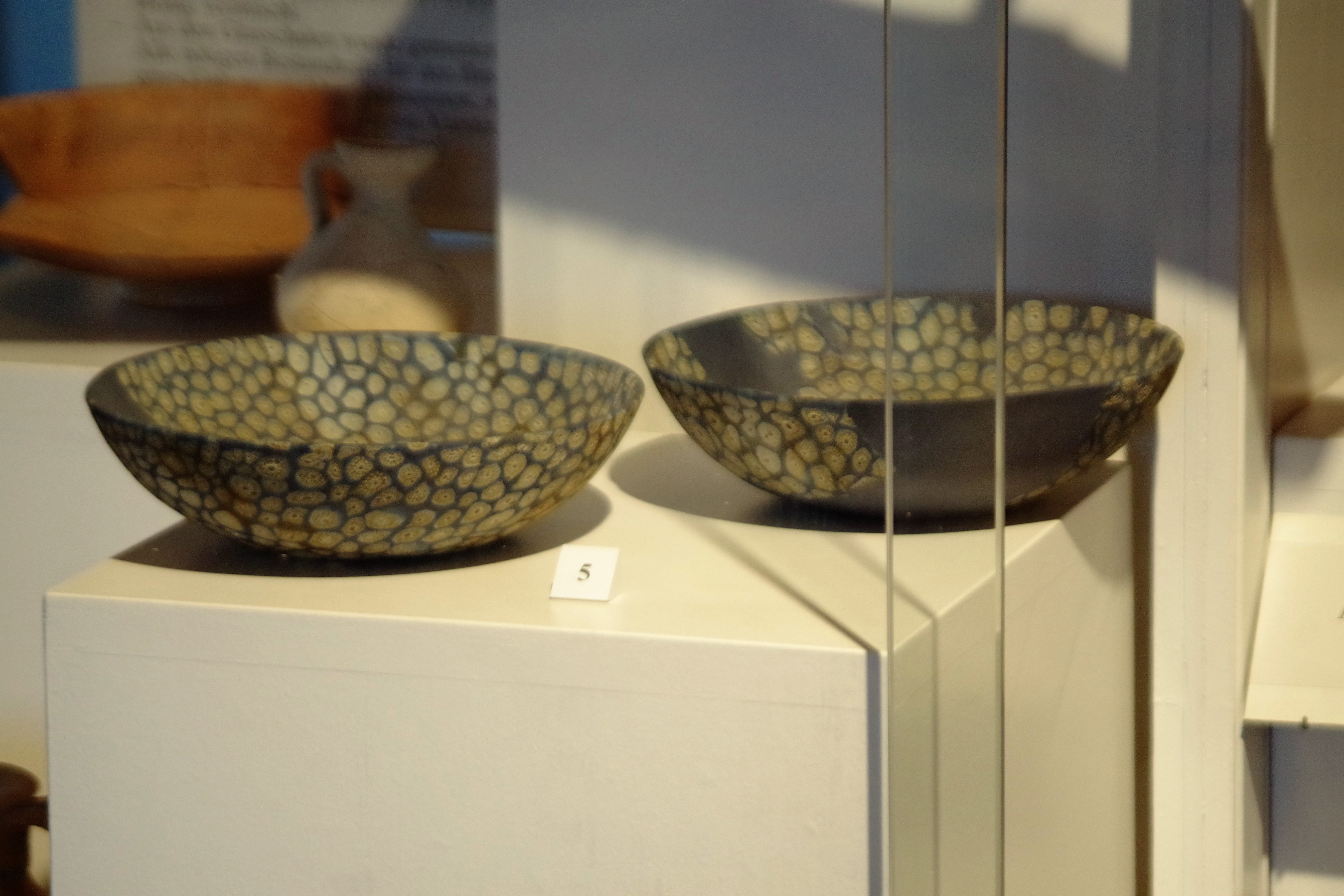
Millefioriglas, Römische Glasschalen im Museum Höfli

Zur Zeit des Römischen Reiches war das Gebiet nach den Alpenfeldzügen und den Eroberungen unter Cäsar und Germanicus bis zur Varusschlacht als Germania superior (Obergermanien) Römische Provinz. Überregional bedeutend war die Entdeckung des Römerlager Dangstetten. Römische Siedlungsfunde und Villen finden sich zahlreich im Klettgau. Eine zentrale Stellung nimmt dabei Schleitheim mit der Siedlung Juliomagus ein, weitere Siedlungen lagen unter anderem bei Siblingen, Osterfingen, Beringen und bei Geißlingen. Mit Luftbildaufnahmen gelang die Entdeckung des Römerlager Untereggingen. Durch den Klettgau verlief eine römische Straße. Die Römerstraße Neckar–Alb–Aare führte von Windisch kommend bei Tenedo über den Hochrhein und weiter zur Oberen Donau. Unterhalb der Küssaburg fand man die Fundamente eines Gallo-römischen Umgangstempels. Auch der Weinbau geht auf die Römer zurück. Dann zogen sich die Römer schrittweise zurück, zuerst noch durch den Limes geschützt, später über den Rhein, der mit Wachtürmen versehen wurde und wie heute eine natürliche Grenze bildet.
Den Römern folgte der alamannische Stamm der Lentienser, die den Klettgau sowie den Hegau und den Linzgau zwischen dem 3. und 4. Jahrhundert besiedelten.

### Mittelalter
Später wurde das Gebiet des Klettgaus von den Franken beherrscht. In den Jahren 481 bis 511 wurde Schwaben durch Chlodwig I. und dessen Sohn Chlothar I. beherrscht. Chlodwig hatte in der Schlacht bei Zülpich die Alemannen geschlagen, und es gehörte damit zum Fränkischen Reich (Austrien). Nach dem Zerfall des Frankenreichs wurde unter Karl dem Großen das Reich neu aufgeteilt. Um 781 wurde der Klettgau in zwei Gaue geteilt, von denen der westliche Teil den Namen Albgau erhielt. Der Name ist erstmals urkundlich für das Jahr 792 belegt. Der Klettgau ist großteils katholisch, als Patronin gilt die Notburga von Bühl. Durch die Reformation bildete sich im Raum Schaffhausen und allgemein auf Schweizer Gebiet eine evangelische Mehrheit. Vertreten sind heute durch Zuwanderung alle Weltreligionen.

### Bauernkrieg
Mit der Stühlinger Bauernerhebung am 23. Juni 1524, wohl unter der Führung des Michel Haim von Stiellingen, den Bundschuh-Bewegungen und den Erhebungen der Hauensteiner Untertanen gegenüber dem Kloster St. Blasien begann nach der traditionellen Geschichtsschreibung der Deutsche Bauernkrieg. Am 15. Mai 1524 weigerte sich der Rat der Stadt Waldshut gegenüber Österreich Balthasar Hubmaier auszuweisen. Der Aufstand der Stühlinger Untertanen gegen Graf Siegmund II. von Lupfen begann am 23. Juni 1524 vor dem Schloss Hohenlupfen. Im Juni 1524 wählten die Stühlinger Bauern den Hans Müller von Bulgenbach zu ihrem Hauptmann. Erst im Dezember 1524 wendeten sich die Klettgauer Untertanen gegen die Grafen von Sulz. Im Gegensatz zu den Stühlingern, die ihre Beschwerden beim Kammergericht Esslingen geltend machten, beriefen sie sich stets auf die Reformation. Von Zürich aus wurde das zwinglianisch-reformierte Bekenntnis durch Prädikanten in den Klettgau getragen. Thomas Müntzer hielt sich in Waldshut auf. Unter der Führung des Nikolaus Wagner formulierten die Klettgauer ihre Beschwerden in 44 Artikeln, die sie am 25. Januar 1525 an den Rat der Stadt Zürich richteten. Der Aufstand dauerte bis zum 4. November 1525. An diesem Tag wurde er von Truppen des Grafen Rudolf V. von Sulz unter Christoph Fuchs von Fuchsberg bei Grießen blutig niedergeschlagen. 800 Bauern des Klettgauer Haufens unter der Führung von Klaus Wagner aus Grießen sammelten sich am Morgen des 4. November 1525 zum Kampf gegen Fuchs von Fuchsberg im Rafzerfeld. Der österreichische Heerführer befehligte 500 adelige Ritter und rund 1300 Fußknechte. Nachdem in den ersten Stunden des Gefechts rund 200 Bauern gefallen waren, ergriffen die übrigen die Flucht. Die Rafzerfelder Kirchenfahne wurde dabei zur Beute des Christoph Fuchs von Fuchsberg. Etwa 100 aufständische Bauern verschanzten sich im Laufe des Nachmittags des 4. November 1525 im Friedhof von Grießen. In den folgenden Tagen wurde Hans Rebmann als Priester der Aufständischen geblendet.

### Der Dreißigjährige Krieg
1633 wurde der Klettgau vom Dreißigjährigen Krieg erfasst als Johann von Aldringen am 30. September 1633 zusammen mit dem Feldherrn Herzog von Feria nach der Belagerung von Konstanz in den Klettgau zog. Von Stühlingen aus bedrohten sie die Stadt Schaffhausen, Feria und von Aldringen befehligten zusammen ein Herr von etwa 30.000 Mann. Nach Verhandlungen zogen sie am 8. Oktober nach Tiengen, welches sie den Schweden abnahmen. Danach belagerten sie Rheinfelden.
Französische und schwedische Truppen unter dem für teures Geld von dem Württembergischen Herzog Julius Friedrich gedungenen und gefürchteten Oberst René du Puy-Montbrun, seigneur de Villefranche et de la Jonchère drangen in die Landgrafschaft ein, da Landgraf Karl Ludwig Ernst von Sulz ein Parteigänger des Kaisers war. 700 Bauern, die durch zwei sulzische Beamte (der Förster Imhof und der Rentmeister Höuptlin, beide aus Jestetten) geführt wurden, griffen diese Truppen am 8. Mai 1633 bei Lottstetten an und wurden vollständig geschlagen. Nebst 200 Toten waren viele Gefangene und erheblicher Sachschaden zu beklagen – das Dorf Lottstetten wurde verbrannt und das Gebiet bis 20. Juni 1633 und im nächsten Jahr nochmals geplündert. Die Landesfestung Küssaburg wurde am 8. März 1634 durch ihre kaiserliche Besatzung zerstört, damit sie nicht in die Hände der Schweden unter der Führung des General Gustaf Horn fiel. Am 4. Dezember 1634 führte der Heerführer General Hamilton seine Truppen nach Tiengen und durch den Klettgau, erst an Weihnachten zogen sie in den Hegau weiter.
1635 forderte die Pest erhebliche Opfer, so dass die Landgrafschaft weitgehend verwaist war. Am Freitag vor Lichtmeß 1638 zogen französische Truppen unter Bernhard von Weimar nach Rheinfelden, wo es zur Schlacht bei Rheinfelden kam. Im Sommer folgte der Kaiserliche Generalmajor Bernhard Schaffalitzky von Muckadell.
Der Klettgau war ausgesogen und ausgehungert, dennoch schreibt der Amtsnachfolger Bernhards von Weimar, Johann Ludwig von Erlach an den Kommissar zu Laufenburg, Lazarus Schäfer: ..das, wenn nicht bezahlt und abgeliefert wird, man die Häuser der Beamten und das Schloß zu Tiengen in Brand stecken, die Untertanen aber nicht belästigen wolle.
1641 kommen wieder Kaiserliche Truppen unter dem Oberst Johann Mathias von Franzmauth und Wildholzen, der die Kontributionen und die Flüchtungen von Wertsachen und Geld in die sichere Schweiz unterbinden wollte, was jedoch nicht gelang. 1647 befindet sich der Französische Oberst Christoph Ludwig von Baumbach in Stühlingen und fordert von dort aus Abgaben. 1648 erfolgte mit dem Westfälischen Frieden das Ende des Krieges.

### Badische Revolution
Mit der Teilnahme am Heckerzug unter Oberst Joseph Weißhaar und Gustav Struve bekannten sich zahlreiche Klettgauer zu den Ideen der Badischen Revolution.

### Auswanderer
Im Verlauf des 19. Jahrhunderts wanderten zahlreiche Klettgauer nach Amerika aus. Der Weg führte hier meist über ein Auswanderungsbüro in Basel über den Rhein nach Rotterdam, wo man ein Auswandererschiff für die Überfahrt gebucht hatte. Ankunftsort für die Einwanderer war zunächst Castle Clinton später Ellis Island.

### 1945
Am 5. April 1945 befand sich die 3. Kampfgruppe der 1re division blindée in Baden, zusammen mit der 9. Kolon. Infanterie-Division öffnete sie den Weg in den Schwarzwald, wo sie zusammen mit 1. Armee bei Baden-Baden die wichtige Straßenkreuzung aus Richtung Freudenstadt sicherte. Nach der Besetzung von Kehl und Offenburg erfolgte die Einnahme von Freiburg am 21. April 1945. Die Gruppe Argoud zog in Alt-Breisach ein während die Gruppen Lepinay und Petit zunächst in Freiburg und Umgebung verblieben. Am 24. April rückte die 3. Kampftruppe gegen Lörrach, nahm Stellung und bereitete den Durchbruch nach Waldshut vor. Am 26. April wurde Waldshut erreicht und Stellung bezogen. Die 3. Kampftruppe verließ nun die 9. Kolon. Division und wurde wieder der 1. Armee unterstellt, sie verfügte jetzt über das 3. afrik. Jägerregiment. Nachdem die 3. Kampfgruppe von Tiengen – das sich nicht sofort ergab – über Lauchringen, Wutöschingen, Ofteringen nach Fützen vorrückte wurde sie dann dem Befehl der 4. marokk. Gebirgs Division unterstellt. Bei Überachen erfolgte nochmals heftiger Widerstand. General Caldairou traf sich in Schwenningen mit dem kommandierenden General der 4. marokk. Gebirgsdivision. Am 28. April kehrte die 3. Kampftruppe unter den Befehl der 1. Panzerdivision zurück. Baden und damit auch der Klettgau wurde Französische Besatzungszone. Der erste Militärgouverneur der Französischen Besatzungszone und Oberbefehlshaber über die französischen Besatzungstruppen in Deutschland wurde Jean de Lattre de Tassigny, sein Nachfolger wurde Marie-Pierre Kœnig, bis zum 21. September 1949 und mit Bildung der Alliierten Hohen Kommission, mit Sitz auf dem Petersberg bei Bonn, im September 1949 wurde das Amt des Militärgouverneurs durch das Amt des Hohen Kommissars abgelöst. Hoher Kommissar für die Französische Besatzungszone war André François-Poncet vom 21. September 1949 bis zum 5. Mai 1955.

## Wirtschaft

### Industrie
In Beringen und Schaffhausen sind bedeutende Industriebetriebe angesiedelt, so etwa die Georg Fischer AG oder die SIG Group. Wichtig für den Klettgau ist weiter die Aluminiumindustrie mit den Aluminiumwerken Wutöschingen. Weitere größere Betriebe sind die Firma Sto bei Stühlingen-Weizen, die Bucher Hydraulics bei Grießen, Villiger Söhne Holding in Tiengen, die Firma GUTEX bei Gurtweil, und die Firma Günthart in Hohentengen. Auch in fast allen kleineren Orten wurden und werden zunehmend Gewerbegebiete ausgewiesen, dies bedingt zwangsläufig einen stets wachsenden Flächenverbrauch. Vielfältig sind die Handwerksbetriebe. Die Schweiz bietet mit den nahen Zentren Zürich, Winterthur und Basel vielen Grenzgängern Arbeit.

### Bodenschätze
An Bodenschätzen waren hier Bohnerz, Gips und Kalkstein einst von Bedeutung. Die Bohnerzwäscherei wurde überwacht von einem Steiger der Erzinspektion Klettgau in Tiengen. Dieser war über den Klettgau hinaus für Vorderösterreich im Schwarzwald tätig, etwa bei dem Betrieb der Grube am Bildstein. Heute ist die Kiesgewinnung für die Region noch wichtig. Schotter für die Bauwirtschaft und den Gleisbau wird aus dem Steinbruch Detzeln Porphyr bei Krenkingen gewonnen.
Steinsalzlager wurden durch Verpressen von Wasser erschlossen (Kadelburg). In Bad Zurzach findet man Thermalwasser. An der Ripphalde bei Tiengen bestand 1761 eine „Schwebelquelle.“ Sie wurde später neu gefasst und Tugoquelle benannt, nach dem legendären Gründer von Tiengen. Sie hatte ein Schüttung von 6 l/s und lieferte 9 Grad Celsius warmes schwefelhaltiges Tafelwasser. 2001 wurde in Tiengen unweit des Schwimmbades eine Erkundungsbohrung auf Thermalwasser erfolgreich auf 600 m abgeteuft, man fand Wasser mit 24 Grad Celsius in 200 m Tiefe und in 500 Meter mit 24 Grad.

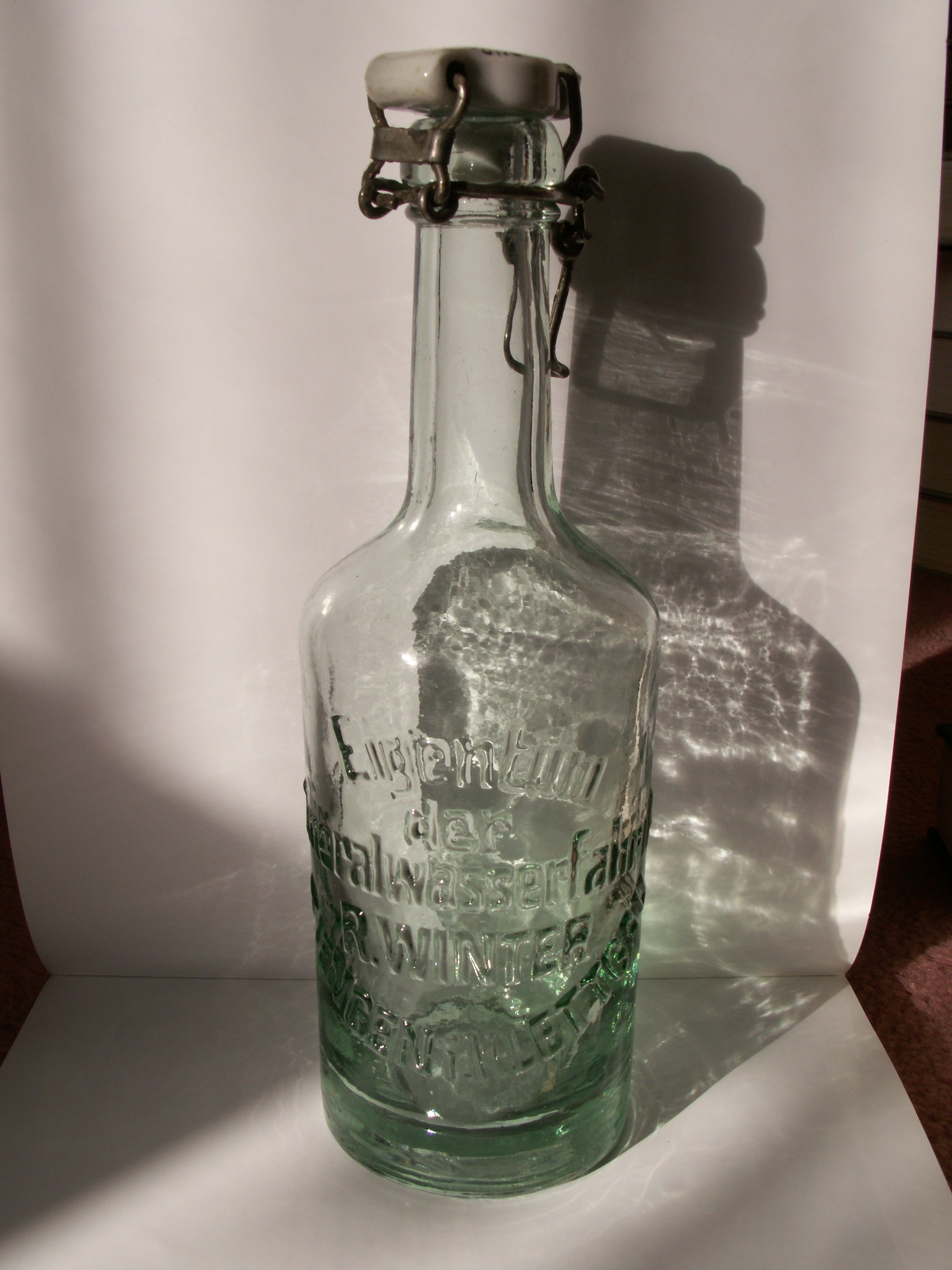
Alte Tafelwasserflasche mit Bügelverschluss der ehemaligen Mineralwasserfabrik Tiengen

In der benachbarten ehemaligen Landgrafschaft Stühlingen, bei Fützen und vor allem in Schleitheim wurde einst der Stubensandstein aus dem Keuper bzw. Muschelkalk für verschiedene Anwendungen gebrochen (für Grabsteine, Gewände, Gesimse, Treppenstufen oder Ofengrundplatten). In Tiengen und Schleitheim wurde auch in großem Umfang Gips im Bergbau gewonnen. Unterhalb Fützen auf Gemarkung von Grimmelshofen besteht heute ein großer Kalksteinbruch zur Schottergewinnung, der bei Sammlern von Quarzkristallen bekannt ist (Betreten wegen Steinschlaggefahr untersagt). In Eggingen und Wunderklingen bei Hallau und bei Eberfingen fand man neben Gips auch Alabaster, aus dem 23 Altäre im Salemer Münster von den Bildhauern Johann Georg Dirr und Johann Georg Wieland aus jetzt erschöpften Brüchen im Wutachtal geschaffen wurden. Viele weitere Kunstwerke wie der Hauptaltar der Pfarrkirche in Stühlingen wurden aus diesem grazilen Material gefertigt.
Kalktuff für viele Bauwerke brach man bei Dillendorf. Quarzsande sind erschlossen in Riedern am Sand. Lehm- oder Tongruben waren bei vielen Orten angelegt, die letzte bestand zuletzt für die Ziegelei bei Erzingen. Die Nagra führt zur Erforschung des Untergrundes im Südrandengebiet Erkundungsbohrungen durch, an drei grenznahen und drei weiteren Standorten in der Schweiz am Hochrhein wird untersucht, wo in den Schichten der Opalinuston-Formationen ein Endlager für radioaktive Abfälle eingerichtet werden kann. Opalinustone treten unter anderem am Randen bei Neunkirch an die Oberfläche und werden in kleinem Umfang gewonnen.

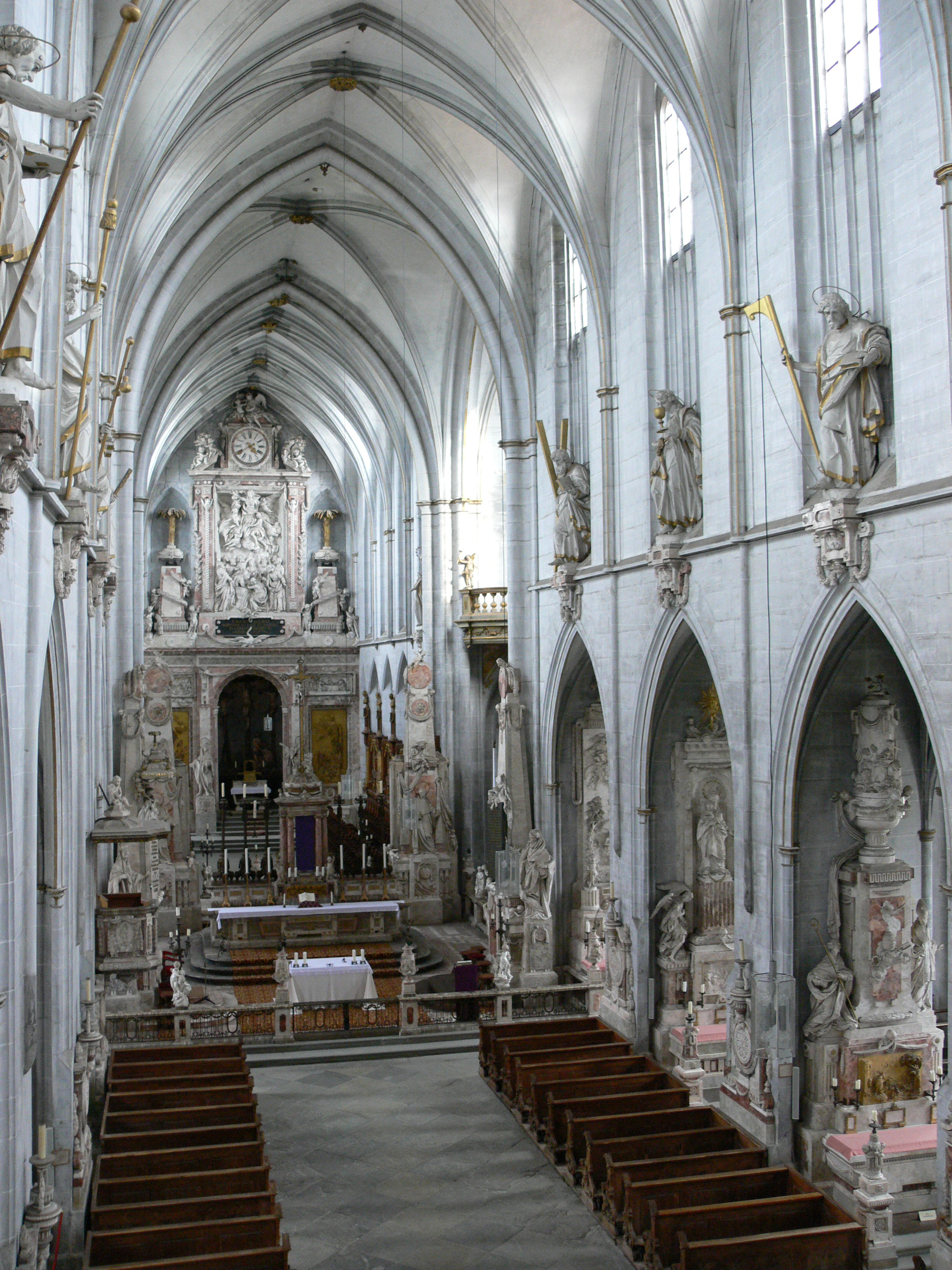
Salemer Münster: Blick ins Mittelschiff, mit den Altären aus Alabaster des Klettgaus

### Landwirtschaft

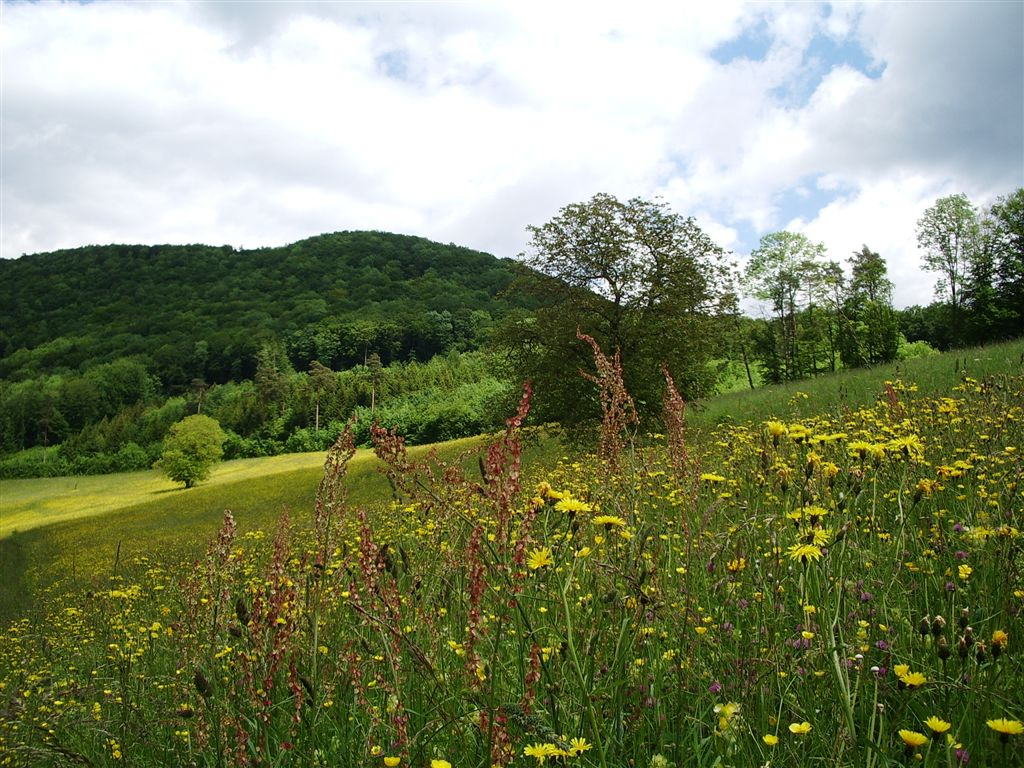
Magerwiese oberhalb von Siblingen mit Blick auf den Randen

Der Klettgau ist landwirtschaftlich geprägt und eine der Kornkammern der Schweiz. Die Weinbauregion hat Zentren in Klettgau, Erzingen, Rechberg sowie Lottstetten-Nack (D), Hohentengen (D), Wilchingen (CH), Hallau (CH), Trasadingen (CH) und Osterfingen (CH). Das Rebbaugebiet im eidgenössischen Klettgau ist das größte in der Ostschweiz und tritt als „Schaffhauser Blauburgunderland“ auf.

### Wald- und Forstwirtschaft
Der Wald ist nach wie vor bedeutend für den Raum Klettgau. Von den einstigen Sägewerken ist jedoch nur noch ein größeres in Betrieb. Der Klettgau ist einer der wenigen Landschaftsräume in Mitteleuropa, in dem sich nennenswerte Bestände der Flaumeiche befinden.

### Jagd- und Fischfang
Die Jagdreviere werden zumeist verpachtet. Es gibt Schwarz- und Rotwild. An Wildtieren wird hier als Besonderheit in kleinem Maße auch Damwild bejagt. Als Rheinfisch war der Salm einst ein alltägliches Nahrungsmittel, vor allem im Kleinen Laufen bei Laufenburg wurde er einst gefangen. Man bemüht sich diesen Lachsfisch wieder heimisch zu machen. Heute fängt man vor allem Forellen. Beliebt war bei betuchten Engländern im 18. Jahrhundert und ist auch heute noch die Fliegenfischerei in der Wutach. Als typische Rheinfische gelten Nase und Aal.

### Natur- und Landschaftsschutzgebiete
Im Klettgau gibt es einige wenige kleine Naturschutzgebiete, die seltene Pflanzen, Tiere oder Habitate schützen sollen, etwa den Pulsatilla-Standort Dangstetten und die Naturschutzgebiete Nacker Mühle und Kadelburger Lauffen-Wutachmündung, darüber hinaus gibt es einige Landschaftsschutzgebiete. 
Die bestehenden Naturparke wie der Naturpark Südschwarzwald und der neue Regionale Naturpark Schaffhausen dienen eher touristischen Zwecken, auch sind sie nicht flächendeckend für den gesamten Klettgau. Der Flächenverbrauch wächst stetig, in kleinen Ortschaften werden Industriegebiete ausgewiesen und neue Wohngebiete erschlossen. Der Ausbau der A 98 wurde zwar beschränkt, dennoch ist er auch im Klettgau mit viel Naturverlust verbunden.

### Erholung und Tourismus
Touristische Hauptziele sind der Rheinfall, die Küssaburg und der Hochrhein an seiner ganzen Strecke, es gibt einige Campingplätze. In Bad Zurzach gibt es ein Thermalbad.

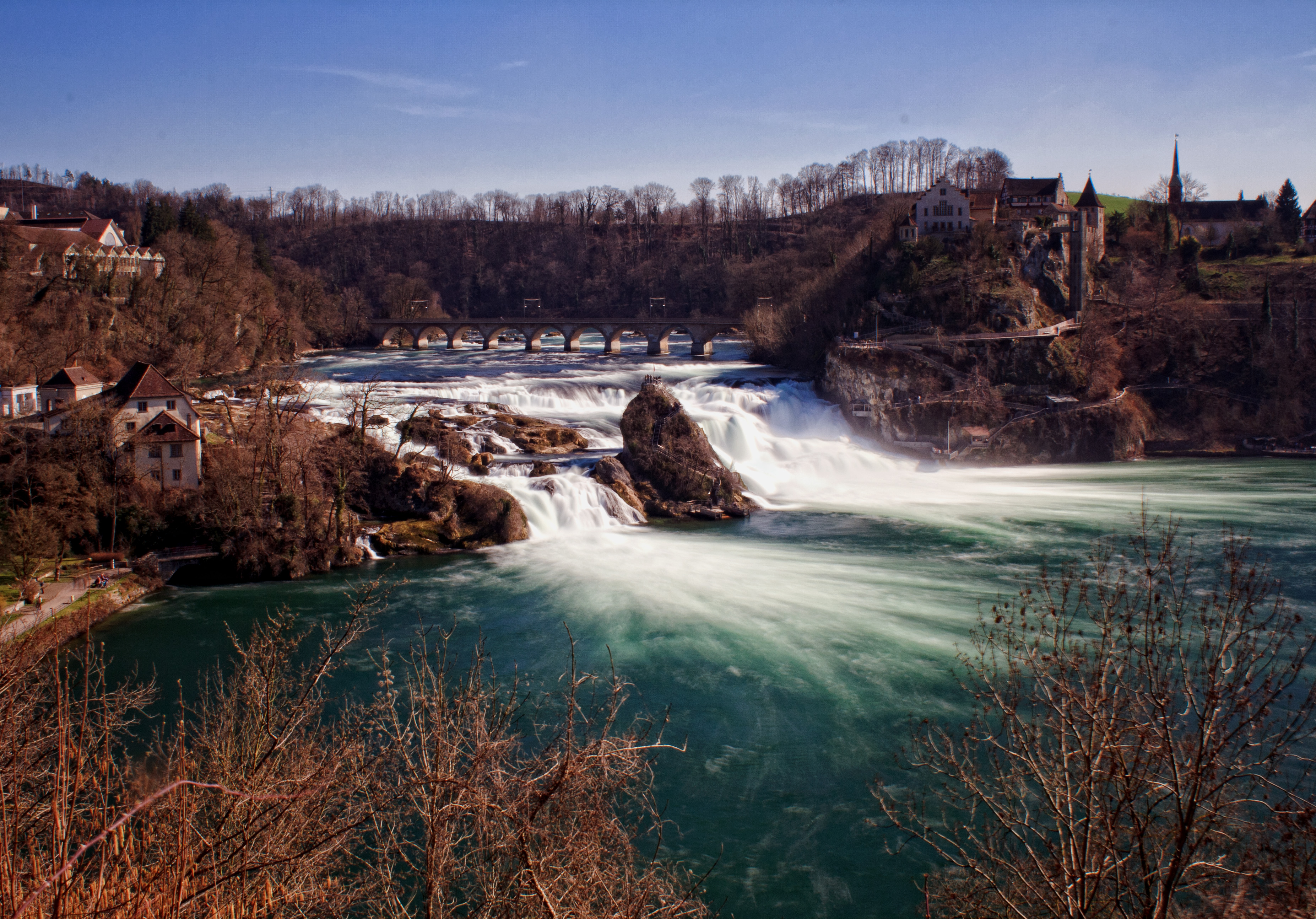
Der Rheinfall

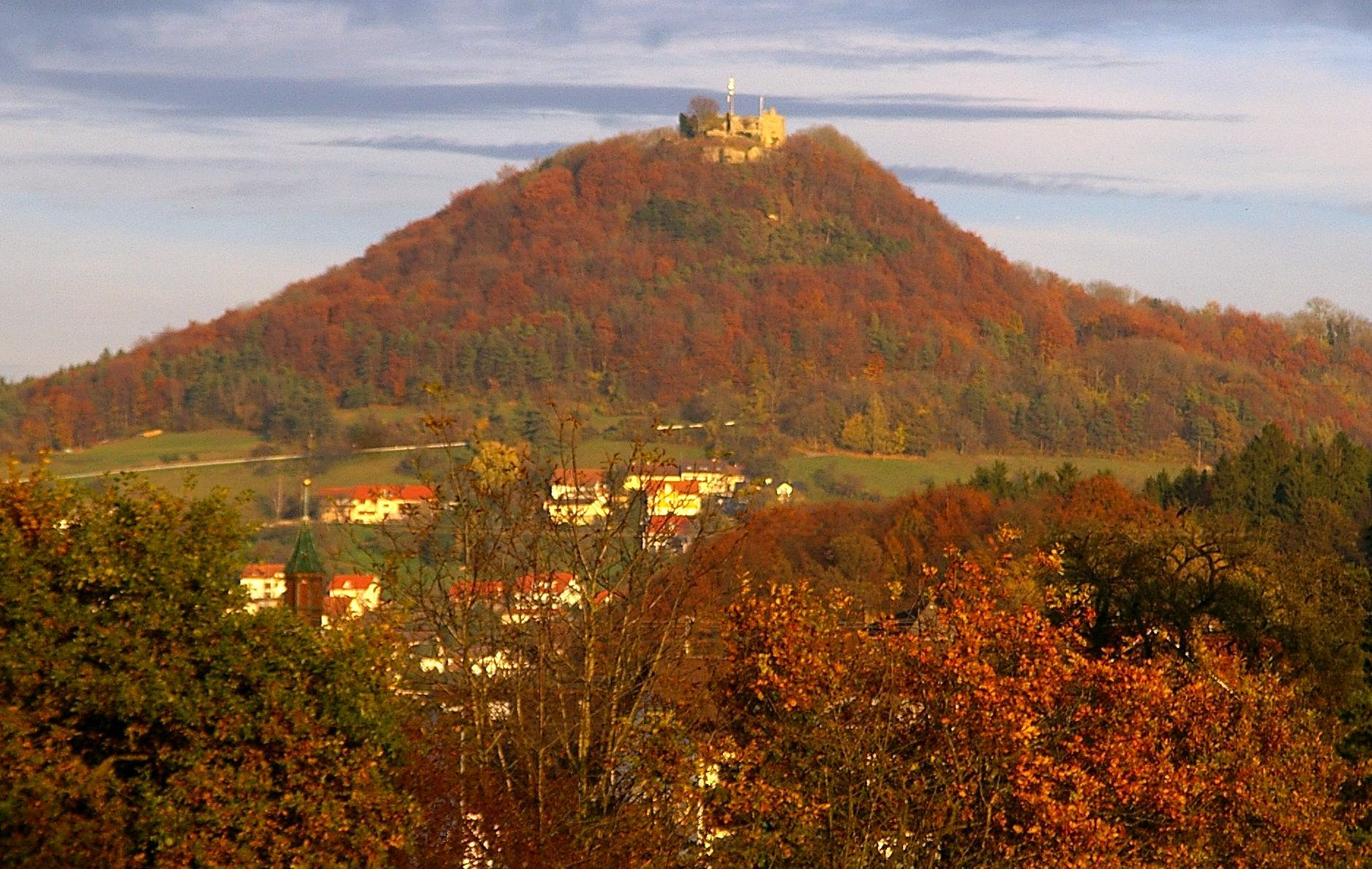
Die Küssaburg

### Museen und Sehenswertes
- Altstadt von Schaffhausen mit zahlreichen Patrizierhäusern, etwa dem Haus zum Ritter

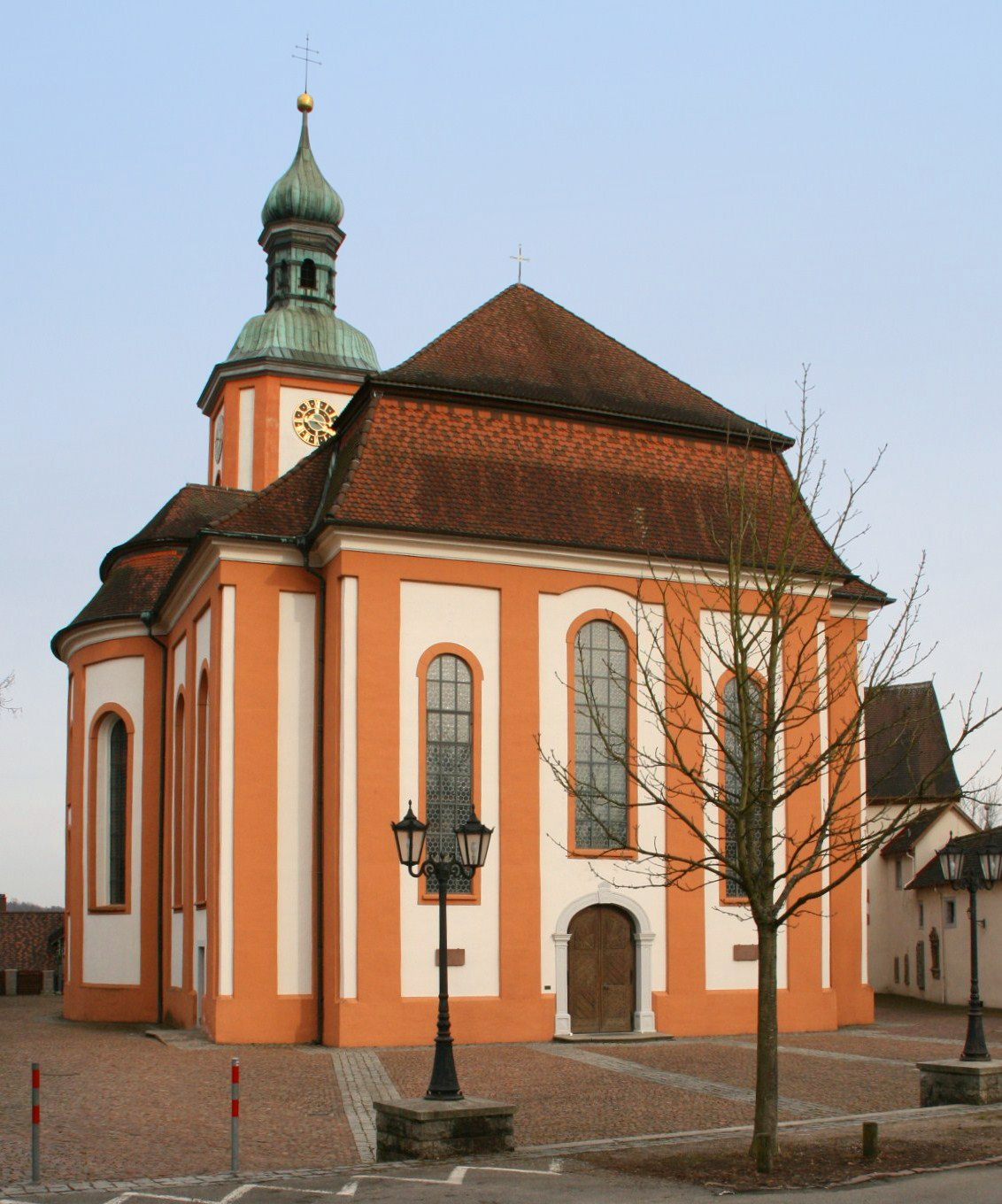
Pfarrkirche Mariä Himmelfahrt in Tiengen

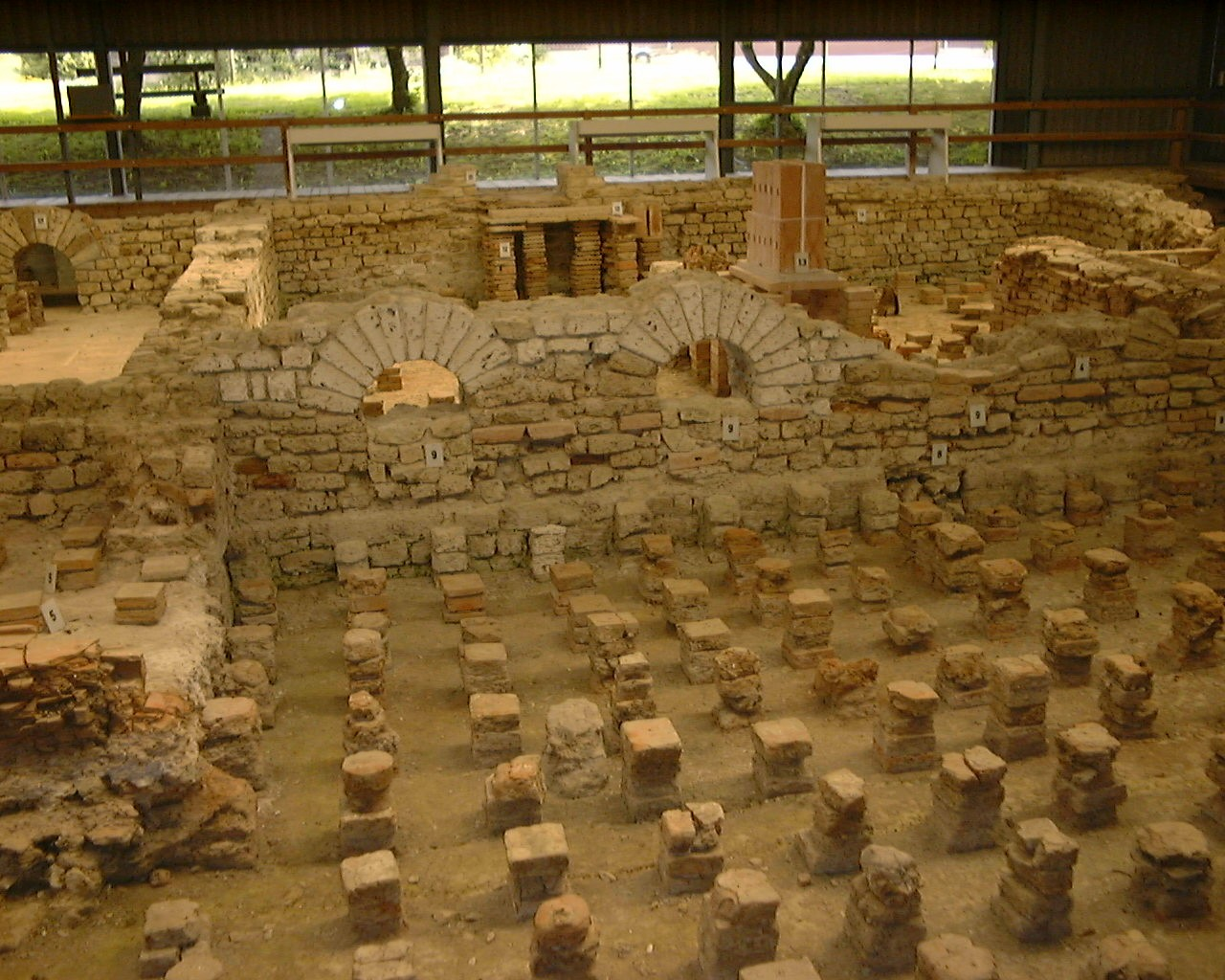
Ausgrabung der Therme von Juliomagus mit Überresten des Hypokaustum (Fußbodenheizung)

- Altstadt von Tiengen mit Barockkirche von Peter Thumb
- Barockkirche St. Johannes der Täufer in Schwerzen und Schloss Willmendingen
- Barzmühle bei Bad Zurzach und Thermalbad Bad Zurzach
- Beringer Randenturm
- Bezirksmuseum Höfli in Bad Zurzach
- Doppelkastell Kirchlibuck-Sidelen
- Eglisau mit Schifffahrtsverbindung zum Rheinfall, Weierbachhaus
- Gestüt Albführen
- Gipsmuseum Schleitheim
- Guggenmühle
- Kadelburg Rheinpromenade und Fähre, Zollhaus von Friedrich Theodor Fischer
- Kaiserstuhl mit Rheinbrücke Kaiserstuhl–Hohentengen, Altstadt und Burg Rotwasserstelz

- Kloster Marienburg (Ofteringen)
- Kloster Rheinau
- Küssaburg

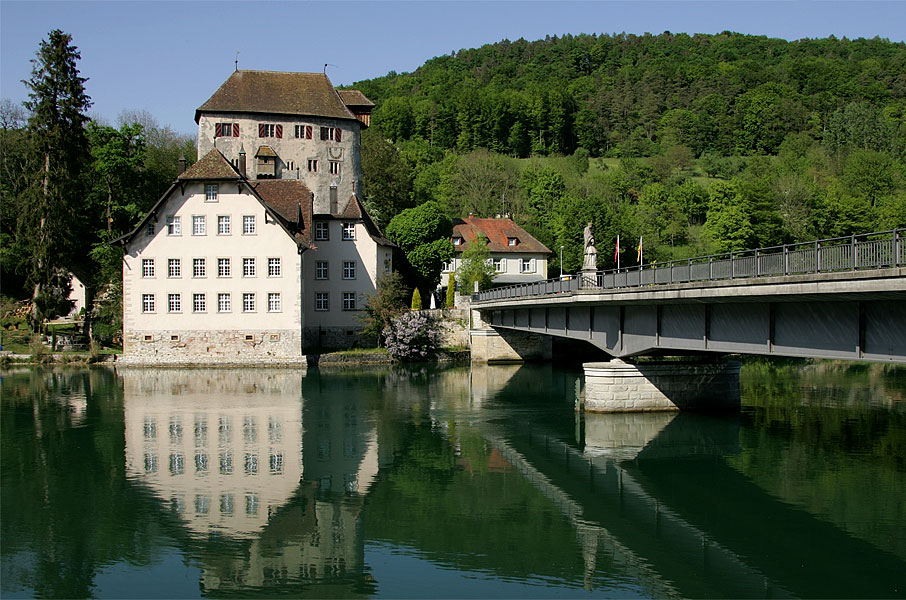
Rotwasserstelz bei Hohentengen-Roetteln-Kaiserstuhl

- KlettgauGalerie beim Bahnhof Grießen (wechselnde Ausstellungen, Kunstsammlung)
- Kraftwerk Eglisau-Glattfelden
- Lauffen bei Ettikon (Stromschnellen im Rhein)
- Munot

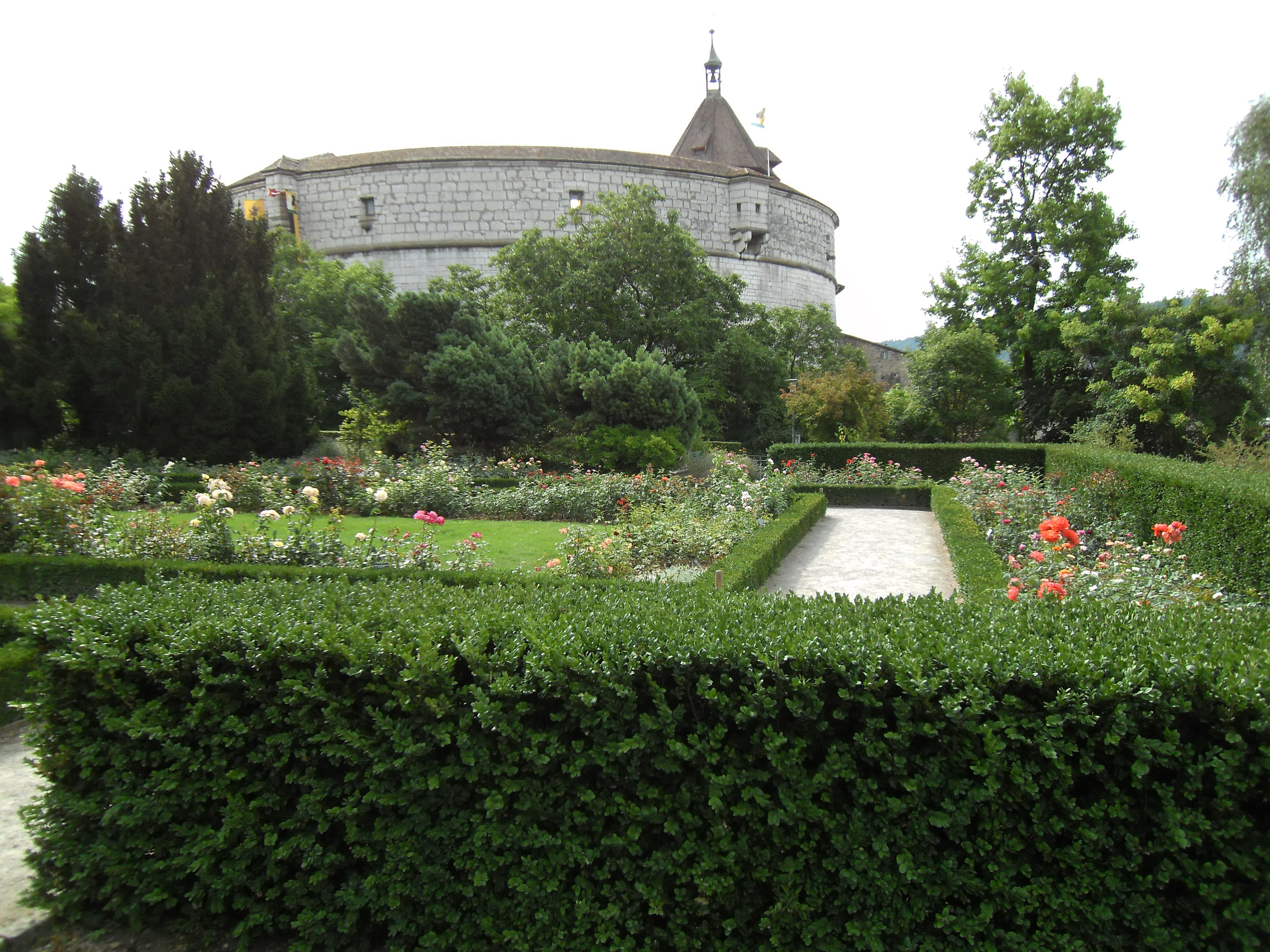
Der Rosengarten beim Munot

- Museum zu Allerheiligen und Kloster Allerheiligen in Schaffhausen
- Museumsmühle Mühle im Weiler bei Stühlingen-Blumegg
- Museum Schloss Tiengen
- Museum Schleitheimertal mit Funden aus Juliomagus und einem Original der Schleitheimer Artikel
- Ölmühle Tiengen
- Ortsmuseum in Beringen SH
- Ortsmuseum Hallau
- Museum Küssaberg im Jägerhaus und Rheinauer Amtshaus in Rheinheim
- Rheinbrücke Rheinau–Altenburg
- Rheinfall bei Neuhausen
- Schleitheimer Randenturm
- Ortsmuseum Neunkirch
- Siblinger Randenturm
- Sternwarte Schaffhausen

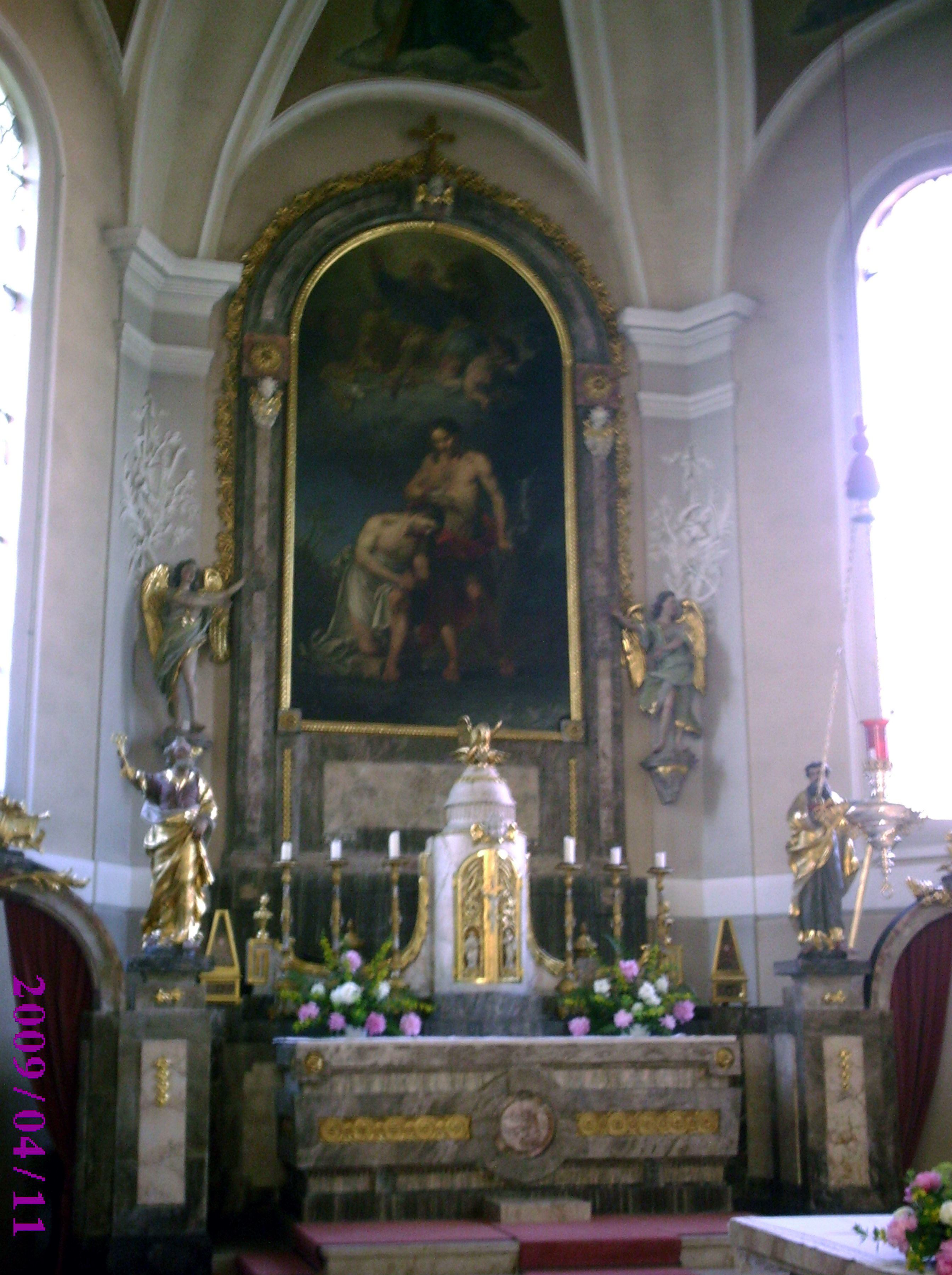
Januarius Zick: Johannes tauft Christus im Jordan, Barockkirche Schwerzen

- Thermen Museum in Schleitheim an der Römerstraße Neckar–Alb–Aare
- Schanze und Oppidum auf Schwaben (Jestetten-Altenburg)
- Schweizer Pflugmuseum in Guntmadingen
- Vitibuck mit Vitibuckturm
- Wallfahrtskirche Notburga von Bühl
- Weinberge u. a. in Erzingen, Hallau, Wilchingen, Trasadingen, Nack und bei Hohentengen, Eglisau, Rüdlingen
- Wutachtalbahn
- Schloss Zurzach
- weitere Burgen und Schlösser im Kanton Aargau, Kanton Schaffhausen und Kanton Zürich siehe →Liste von Burgen und Schlössern in der Schweiz
- weitere Burgen und Schlösser im Kreis Waldshut siehe in der Liste von Burgen und Schlössern im Regierungsbezirk Freiburg#Landkreis Waldshut

## Infrastruktur

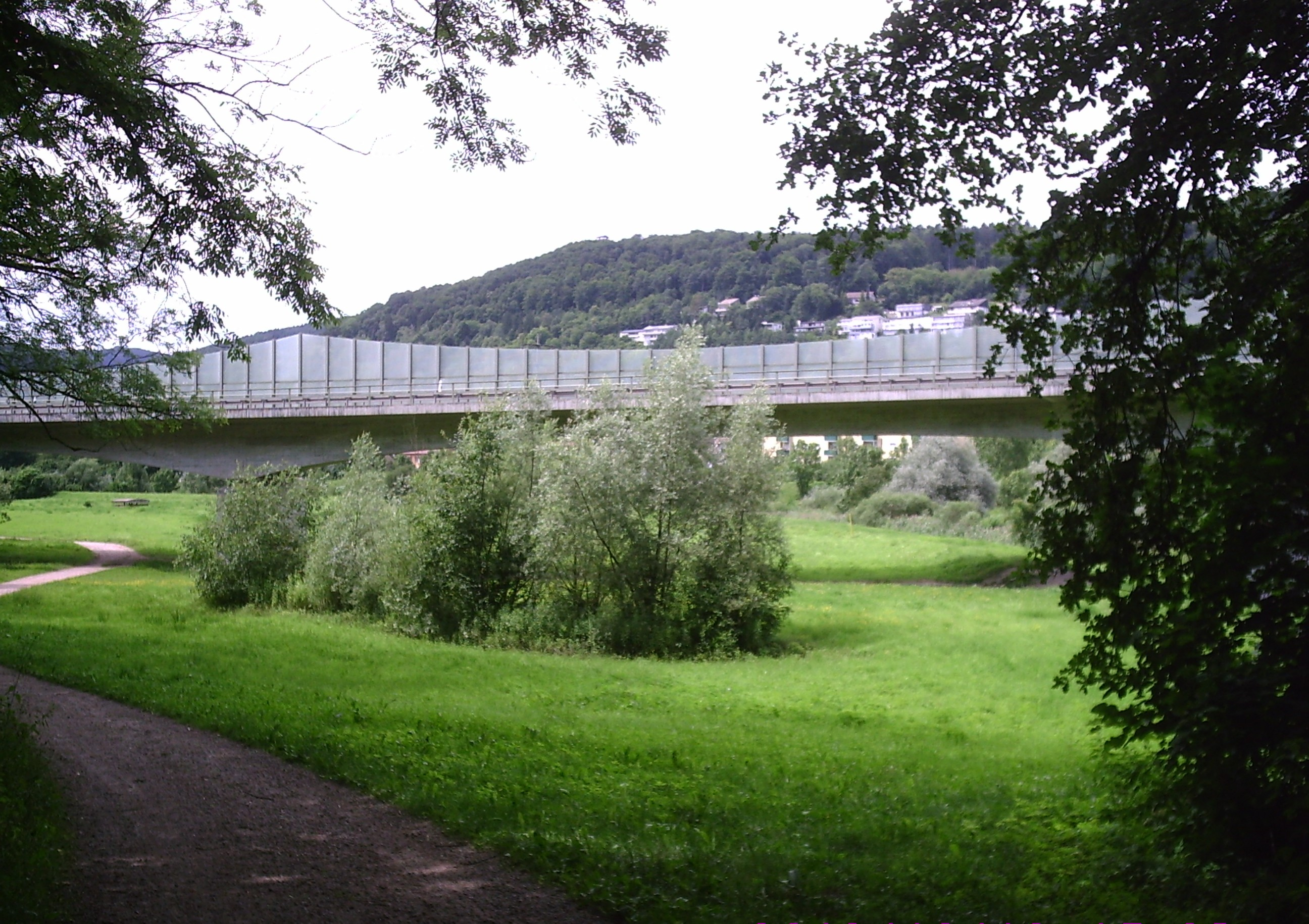
Tiengen: Autobahnbrücke der A 98 über die Wutach beim Bürgerwaldtunnel, Tiengen-Ost

### Verkehr

#### Straßen

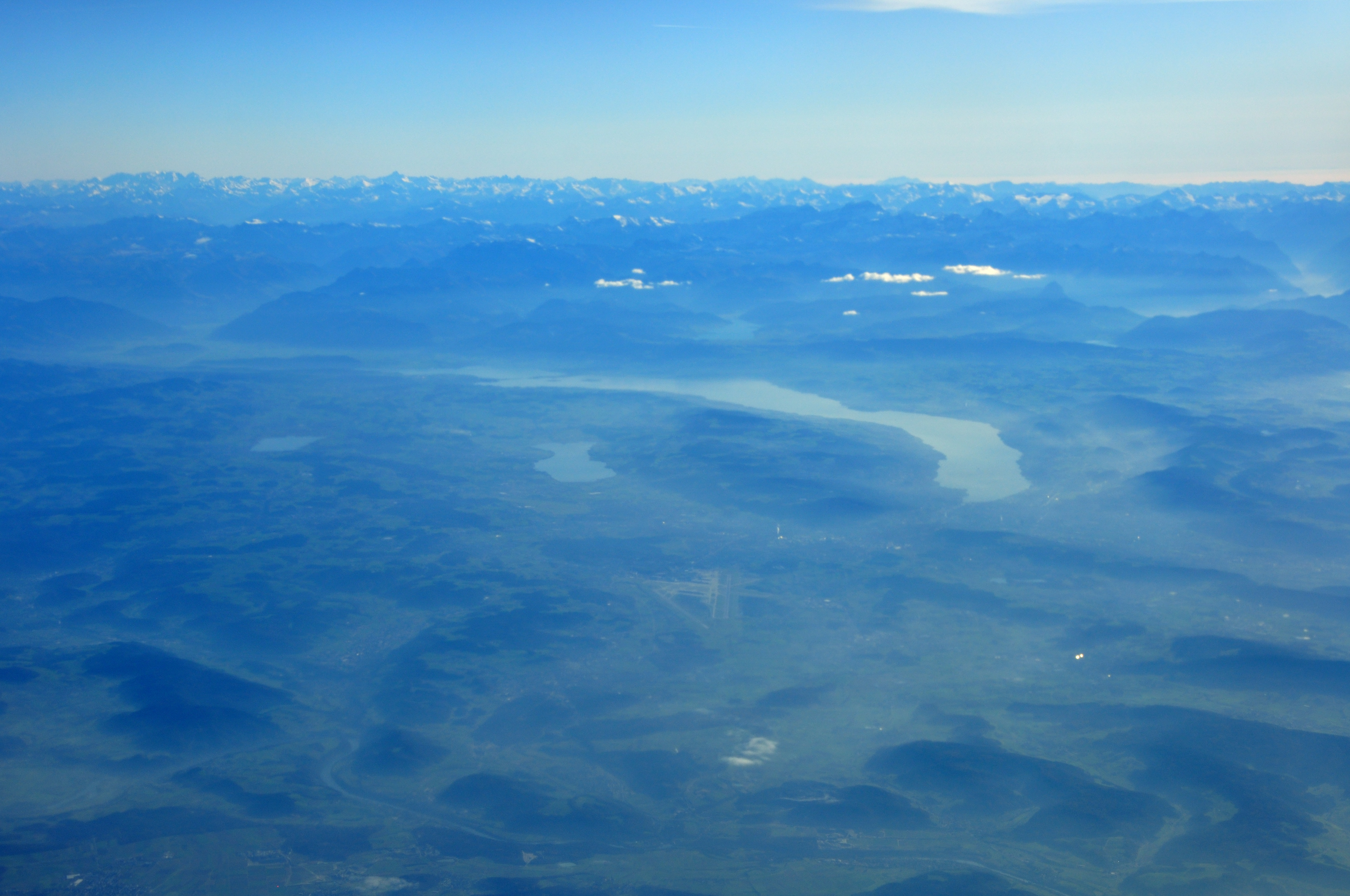
Flug über den Südschwarzwald: unten der Klettgau und Zürichsee, im Hintergrund die Alpen

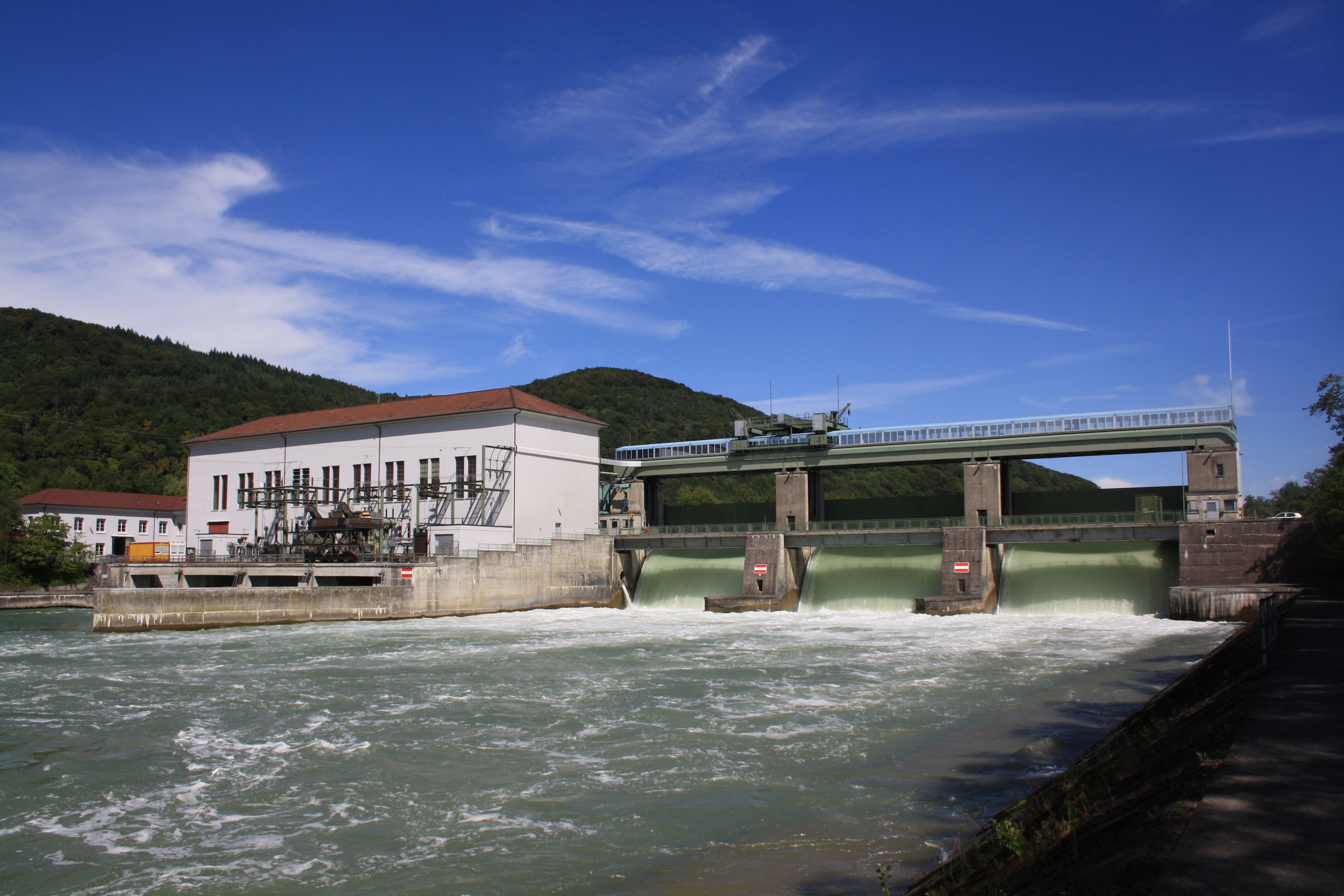
Flusskraftwerk bei Rekingen

Die E 54 führt als deutsche B 34 und als schweizerische Hauptstrasse 13 in Ost-West-Richtung von Schaffhausen nach Waldshut durch den Klettgau. Von Schaffhausen führt außerdem die Hauptstrasse 14 in Richtung Nordwesten durch den Klettgau.
Die A 98 ist etappenweise dreispurig bis zum Ortsausgang bei Oberlauchringen fertiggestellt.

#### Bahn
Die Deutsche Bahn betreibt die Bahnlinie Basel–Schaffhausen–Singen–Friedrichshafen–Ulm. Sämtliche Dörfer im schweizerischen Klettgau sind auch mit der S-Bahn Schaffhausen oder dem Bus (u. a. von SchaffhausenBus) gut mit dem Kantonshauptort Schaffhausen verbunden. Der Bahnhof Tiengen liegt an dieser Hochrheinbahn genannten Verbindung, die Elektrifizierung und ein Brückenneubau über die Wutach ist in Arbeit. Durch einen Teil des Klettgaus führt die Museumsstrecke der Wutachtalbahn.

#### Flugzeug

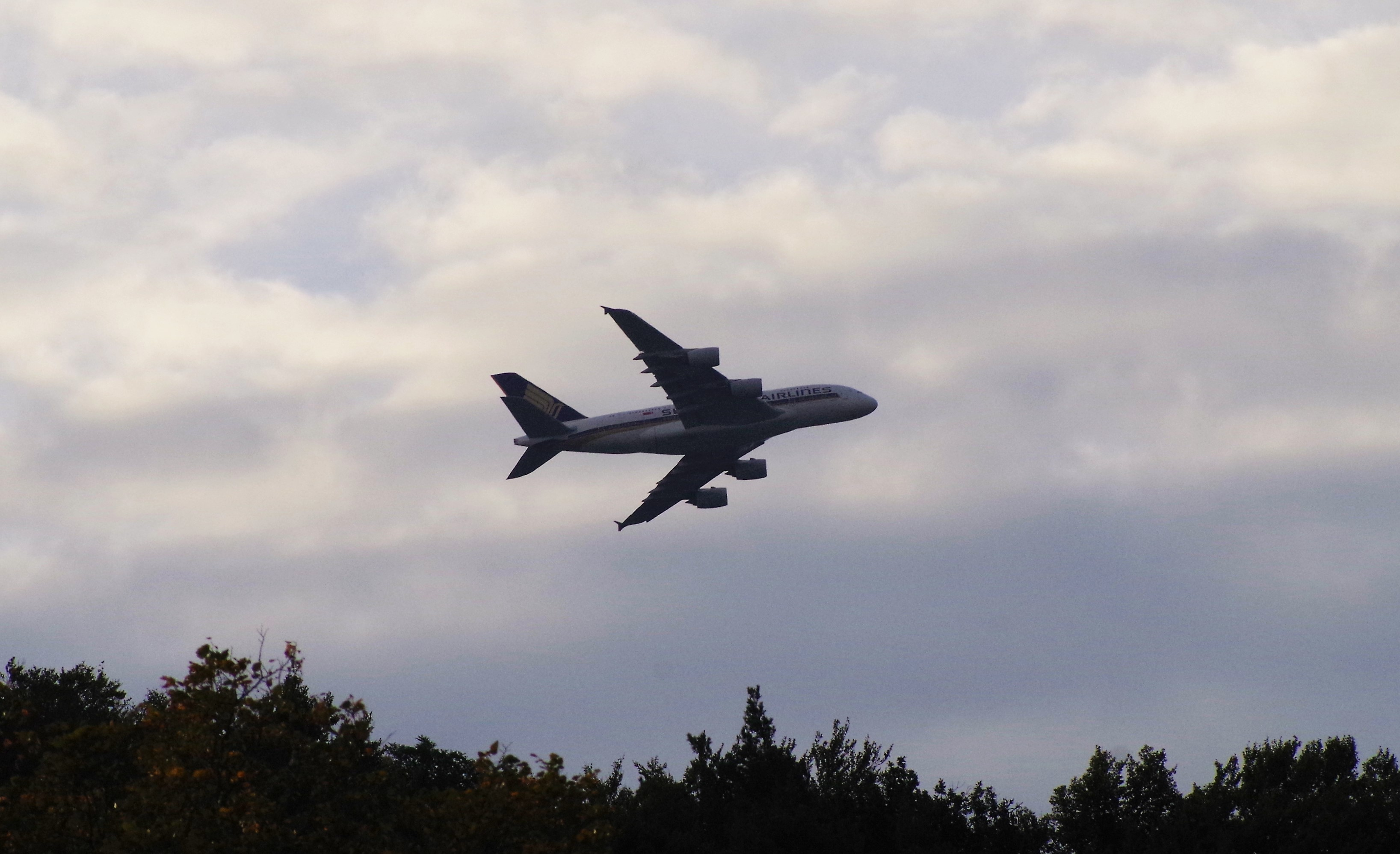
Täglich 8 Uhr überfliegt ein Singapore Airlines A380 den Klettgau im Landeanflug zum Flughafen Zürich Kloten

Als Nachbar zum Kanton Zürich mit der Stadt Zürich und dem Flughafen Zürich ist der Klettgau an den Flugverkehr angebunden. Der Luftverkehr über dem Klettgau wurde durch ein Nachtflugverbot eingeschränkt, um vor Fluglärm zu schützen. Seit 2012 gibt es ein neues Abkommen zwischen der Schweiz und Deutschland zum Fluglärmstreit. Die Ausrichtung der Unterlandebahn bedingt einen Einflug über den Klettgau, Knotenpunkt ist nach Radar Traffic zumeist der Raum Waldshut-Tiengen und die Gemeinde Wutöschingen-Schwerzen. Die Schweizer Umwohner des Flugplatzes werden jedoch noch mehr belastet durch die Startbahn. Moderne Flugzeuge wie der A380 sind inzwischen bedeutend leiser als ältere Modelle oder Propellermaschinen. Im Klettgau gibt es außer dem Flugplatz Bohlhof bei Neunkirch in der Schweiz den Flugplatz Schaffhausen.

#### Schifffahrt
Der Rhein ist als Schifffahrtsstraße innerhalb des Klettgaus nicht von Bedeutung, aber sehr beliebt bei Freizeitkapitänen und Touristen. An den Staustufen der Wasserkraftwerke in Hohentengen ist der Fluss mit einer Schleuse sowie Hebe- oder Zugvorrichtungen beim Kraftwerk Rheinau für kleinere Boote versehen. Personenfähren gibt es bei Waldshut, Kadelburg und Ellikon am Rhein. Ein Fußgängerübergang besteht auch nahe dem Kraftwerk Reckingen.
Von großer Bedeutung sind die Rheinbrücken, etwa die Rheinbrücke Schaffhausen–Feuerthalen, und auch die Eisenbahnbrücken, zum Beispiel die Rheinbrücke Waldshut–Koblenz.

## Behörden und Einrichtungen

### Verwaltung
Für den deutschen Bereich des Klettgaus ist das Landratsamt Waldshut zuständig, für die Schweiz die Kantone Schaffhausen, Zürich und Aargau.
In Tiengen befindet sich die Polizeidirektion für den Kreis Waldshut. Jede Ortschaft verfügt über Einsatzstelle der Freiwilligen Feuerwehr. In der Schweiz ist die Feuerwehr anders organisiert, siehe dazu Feuerwehr in der Schweiz.

### Krankenhäuser
Das DRK hat eine zentrale Einsatzstelle für das Gebiet unteres Wutachtal im Industriegebiet Lauchringen und eine Rettungsstelle in Stühlingen beim ehemaligen Krankenhaus Loreto. Für den Klettgau zuständig ist das Klinikum Hochrhein in der Kreisstadt Waldshut-Tiengen, das Kantonsspital Schaffhausen. Bedeutend für den Klettgau sind darüber hinaus das Universitätsspital Zürich und die Universitätsklinik Freiburg.

### Sender
Bei Bergöschingen steht der weithin sichtbare und bei Sonntagsausflügen gern besuchte Sender Wannenberg.

### Raumplanung
Der Klettgau ist Teil der Raumordnungs- und Planungsregion Hochrhein-Bodensee.

### Schulen
- Kantonsschule Schaffhausen
- Klettgau-Gymnasium Tiengen
- Realschulen in Tiengen, Erzingen, Jestetten, Hohentengen und Stühlingen
- Haupt- und Werkrealschule in Küssaberg
- Grund- und Hauptschulen in Wutöschingen, Hohentengen, Lauchringen und weitere.

## Sprachen
Die Klettgauer Mundarten bilden kein einheitliches Idiom, haben jedoch eine gemeinsame Grundstruktur. Sie zählen zu den alemannischen Dialekten. In der Klettgauer Mundart schrieb unter anderen der Schriftsteller und Dichter Albert Bächtold.

## Tracht

Schaffhauser Trachten

Die Klettgauer Tracht wird bis heute getragen. Zu sehen ist sie vor allem bei festlichen Anlässen, etwa dem Schwyzertag oder dem Erzinger Weinfest. Auf dem Marktplatzbrunnen in Tiengen ist die Figur einer Trachtenträgerin mit der Klettgauer Tracht zu sehen. Die Klettgauer Tracht ist eng verwandt mit der Hallauer Tracht, die eine kleine schwarze Samthaube und ein schwarzes Halstuch ausweist und heute noch im Kanton Schaffhausen und im Reiat getragen wird. Alte Abbildungen der Tracht gibt es von Franz Niklaus König. Typisch ist die Farbenpracht, das Mieder mit bunten Seidenbändern und das Fürtuch, ebenfalls meist gebändert. Die Klettgauer Männertracht gleicht der Hotzenwälder Tracht.

## Musik

### Traditionell
Fast in jedem Ort des Klettgaus gibt es traditionelle Musikvereine, Blasmusiken sowie Gesangsvereine. Für die Fasnacht entstanden einige Guggenmusikgruppen. Bekanntere Tanzmusikgruppen sind bzw. waren die Amigos, Popcorn oder die benachbarten Fricktaler Musikanten. Aus Wilchingen stammt die Alphornsolistin Lisa Stoll, in Waldshut-Tiengen geboren ist der Liedermacher Roland Kroell sowie Max Mutzke.

### Klassisch
Orgel- und Kirchenkonzerte u. a. in Tiengen unter der Leitung von Rolf Mallmann. Konzerte mit Lajos Földesi. Früher auch an der Stieffell Orgel in Schwerzen. In Schaffhausen gibt es die Internationale Bachgesellschaft und ein Kammerorchester des Musik-Collegiums. In Tiengen die Musikschule Südschwarzwald.

### Modern
Jährliches Jazzfestival in Tiengen und in Schaffhausen das Schaffhauser Jazzfestival. Musikgruppen dort sind oder waren Die Aeronauten oder The Pride mit Tom Krailing. Live Rockmusik ist zu hören bei Stars in Town in Schaffhausen und an weiteren Veranstaltungsorten, etwa mit der Gruppe Dark Zodiak aus Eggingen / Wutöschingen, Suborned aus Aarau.

## Kunst
Alte und neue Kunst entstand und entsteht vor allem in der Stadt Schaffhausen, zu nennen wäre vor allem Tobias Stimmer. In den Hallen für Neue Kunst in Schaffhausen waren Werke international bekannter Künstler aus den 60er und 70er Jahren zu sehen, das Museum ist seit Juni 2014 geschlossen. In Grießen gibt es die Klettgau Galerie. Lokal werden des Öfteren Werke einheimische Künstler ausgestellt, etwa von Egon Arno Bräunlich, Kolibri und viele weitere. Aus Tiengen stammt die international bekannte Künstlerin Irene Hoppenberg. In der näheren Umgebung sind vor allem in der Schweiz die Fondation Beyeler oder die Museen in Basel oder Zürich wie das Kunsthaus Zürich oder die zahlreichen Museen in Winterthur mit dem Museum Oskar Reinhart sehenswert.

## Medien

### Bibliotheken und Archive
- Stadtbibliothek Schaffhausen
- Mediothek Wutöschingen, Mitglieder haben Zugang zum Munzinger-Archiv
- Stadtbibliothek Tiengen
- Stadtbibliothek Waldshut
- Archiv des Landkreises Waldshut in Albbruck
- Kreismedienzentrum des Landkreises Waldshut[26]

### Zeitungen und Verlage
- Meier + Cie AG gibt mehrere Zeitungen im Kanton Schaffhausen heraus
- Schaffhauser AZ
- Schaffhauser Nachrichten
- Südkurier und Alb-Bote mit Lokalberichten aus dem Klettgau bzw. Ortsteilen
- Badische Zeitung mit Lokalberichten aus dem Klettgau bzw. Ortsteilen
- Miriam-Verlag

### Radio
- Radio Munot
- Radio RaSA
- Radio Neue Hoffnung
- Radio Seefunk
- SWR

### Fernsehen
- SWR
- Schaffhauser Fernsehen
- Tele M1 (Aargau)
- TV Eichberg (Lokalfernsehen) (1994–1998)

## Sport
2021 bewarb sich die Region als Host Town für die Gestaltung eines viertägigen Programms für eine internationale Delegation der Special Olympics World Summer Games 2023 in Berlin. 2022 wurde sie als Gastgeberin für Special Olympics Liechtenstein ausgewählt. Damit wurde sie Teil des größten kommunalen Inklusionsprojekts in der Geschichte der Bundesrepublik mit mehr als 200 Host Towns.

## Bibliografie